# Livrée (aéronautique)
Pour les articles homonymes, voir Livrée.

La livrée d'un aéronef est l'ensemble des motifs portés extérieurement et permettant de l'identifier visuellement. 

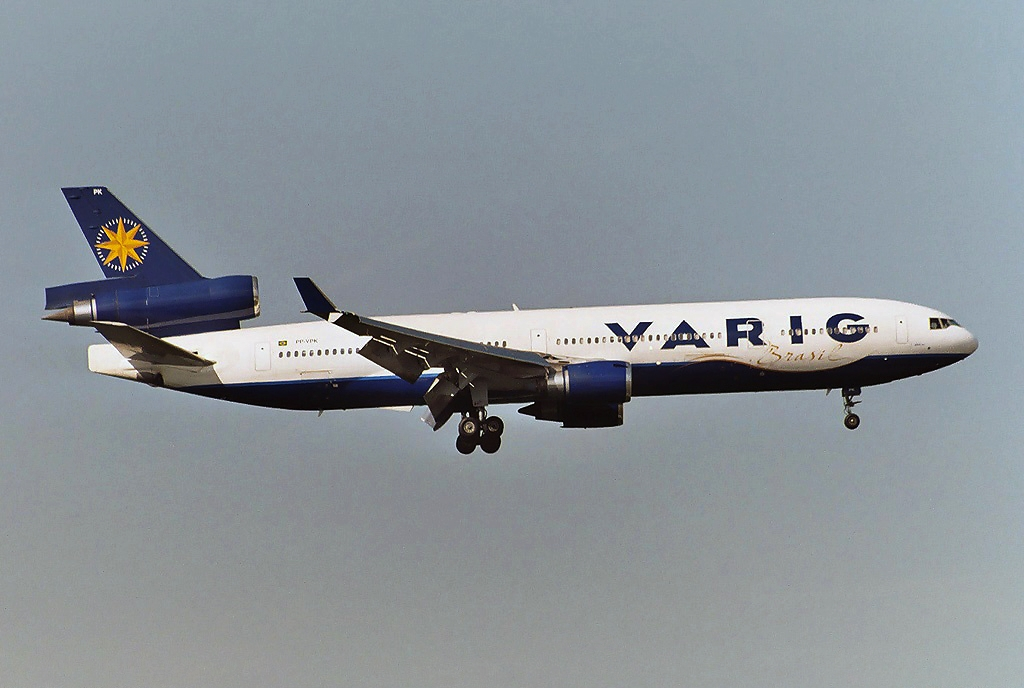
Livrée d'un McDonnell Douglas MD-11 de la compagnie brésilienne VARIG.

## Aspect technique

### Utilité
Une fois construits et assemblés, les avions se dirigent vers les ateliers de peinture où ils sont peints avant de commencer leur carrière. Ils reçoivent des couches de peinture afin de les protéger de l'oxydation, des déversements du carburéacteur qui peuvent endommager le métal. Les compagnies aériennes profitent de cette étape pour leur apporter des éléments de personnalisation en relation avec leur image de marque dans le cadre de leur stratégie marketing. Les avions sont généralement repeints tous les 7 à 10 ans pour préserver l'aérodynamisme, ce qui a un impact direct sur les performances financières, ainsi que pour éliminer les fissures et éclats de peinture qui sont susceptibles d'accumuler l'humidité et la saleté et donc de développer des taches de corrosion.

### Le processus technique[2]

#### Étape préliminaire
La première étape réside dans le fait de retirer la peinture existante avec un dissolvant. Les zones non peintes (fenêtres, moteurs, etc.) sont protégées. Le fuselage est ensuite poncé pour ne laisser que le métal nu. Cette étape permet de contrôler l'état du fuselage et les éventuelles traces de corrosion.

#### Nouvelle peinture
L'avion est ensuite repeint en plusieurs étapes, couche par couche. Pour cela des pistolets à peinture à haute pression sont utilisés pour déposer des fines couches de peinture. La première couche est une couche de protection. Les couches suivantes correspondent à chaque couleur de la livrée puis la dernière couche est destinée à faire briller l'avion.

### Les coûts[3]
Un travail de peinture typique d'un Boeing 747 utilise environ 450 litres de peinture, tandis qu'un 767 utilise environ 340 litres. Au total, peindre un avion de ligne commercial peut coûter de 50 000 $ à 200 000 $.

## Les différents types de livrées dans l'aviation commerciale
Au sein des compagnies aériennes, la livrée permet de reconnaitre immédiatement l'avion et son propriétaire par le rappel du nom de ce dernier mais également un code-couleur, ainsi qu'un logotype souvent rappelé au niveau de l'empennage.

### Livrées classiques
Les compagnies aériennes optent pour une livrée unique la plupart du temps, pour être facilement reconnaissable et identifiable. La livrée varie en fonction des choix marketing de chaque compagnie.

#### Différents types de livrées dans l'histoire

##### Livrée en métal nu

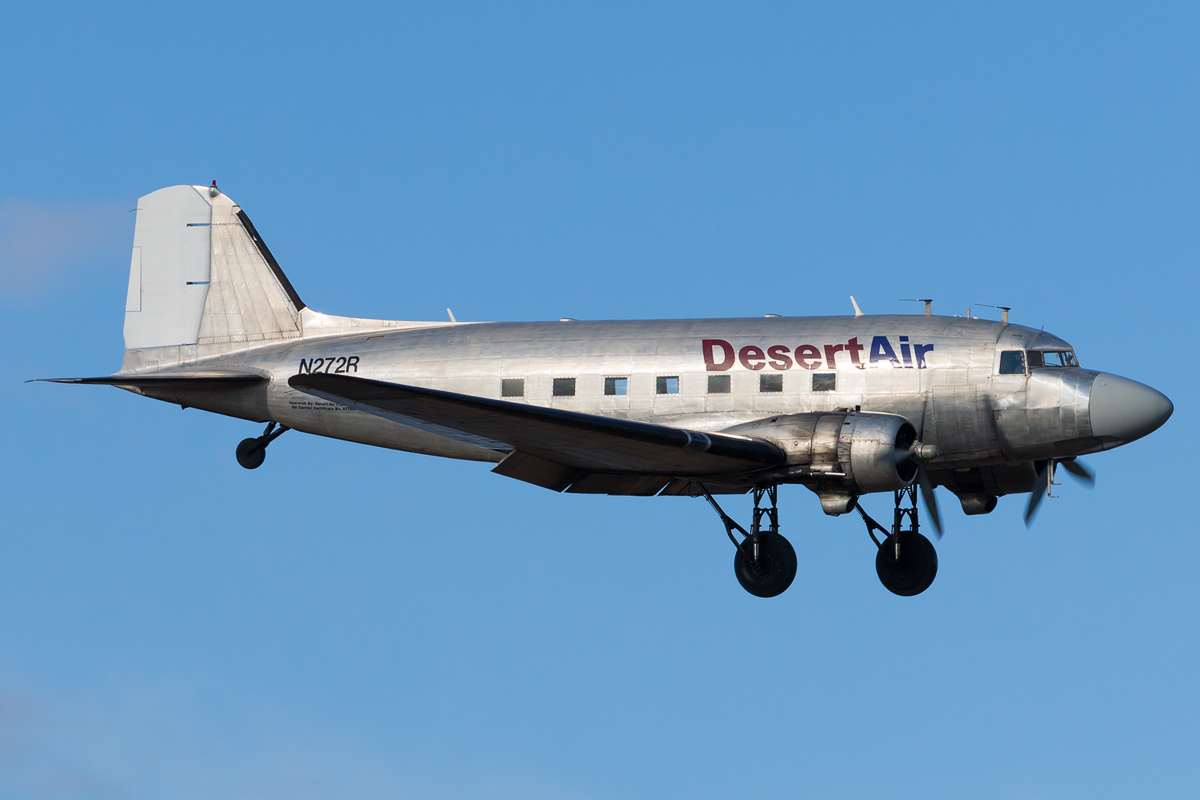
Un Douglas DC-3

Jusqu'après la Seconde Guerre mondiale, la «solution par défaut» pour la conception de la livrée des avions était de laisser l'extérieur de l'avion non peint et décoré uniquement avec le titre de la compagnie aérienne, la plupart du temps avec un emblème ou un monogramme. Lorsque les premiers avions de ligne entièrement faits de métal sont entrés en service dans les années 1930 tels que le Boeing 247, le Douglas DC-2 et le Douglas DC-3, la brillance et l'élégance de leurs extérieurs a poussé les compagnies à imaginer des livrées. À l'époque, la peinture était chère, assez lourde, et avait une adhérence relativement faible sur le métal. Elle était également sujette à un blanchiment précoce, à des dommages mécaniques et chimiques. Laisser la carlingue de l'avion en grande partie non peinte était dès lors justifié et présentait un avantage économique non négligeable.

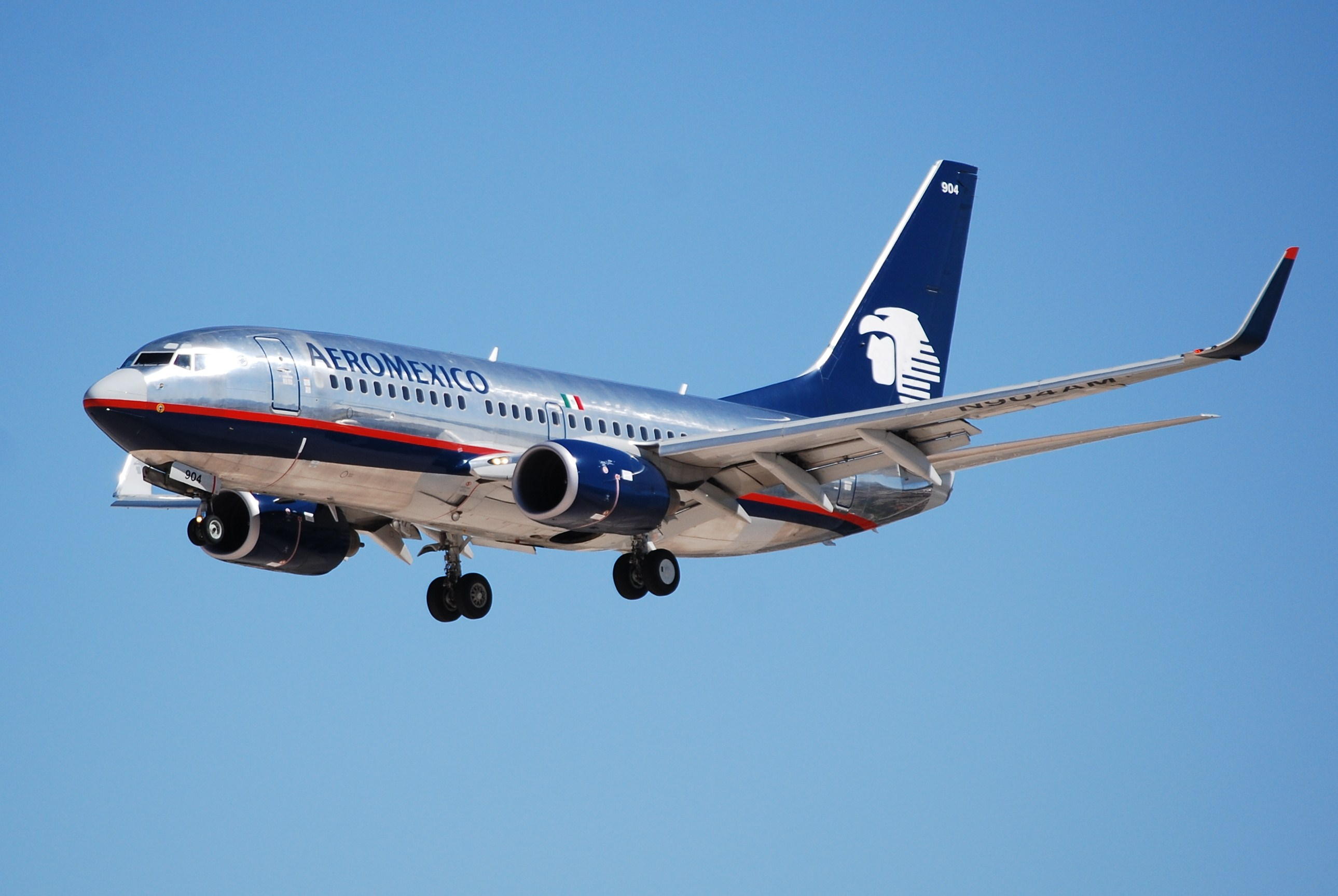
Livrée d'Aeromexico

Au fur et à mesure que la recherche sur la corrosion et la peinture progressait et que la durée de vie des avions de ligne s'allongeait, les avionneurs ont commencé à appliquer des traitements avancés aux avions de ligne pendant la fabrication. Pour leur assurer une bonne longévité, les livrées en métal nu impliquaient un polissage et un cirage intensifs pendant la fabrication et en service. La volonté des aviateurs de protéger les avions de la corrosion tout au long de leur vie a rendu problématiques les livrées en métal nu; elles ont ainsi commencé à céder leur place à la peinture au milieu des années 1960. Néanmoins, l'ère du métal nu a survécu jusqu'au XXIe siècle et à l'introduction d'avions de ligne en matériau composite comme le Boeing 787 Dreamliner et l'Airbus A350 XWB.
La compagnie la plus représentative de la livrée en métal nu est American Airlines, qui a adopté une livrée peinte en 2013. D'autres compagnies aériennes comme Aeroflot, Aeromexico, Air Canada, Cathay Pacific, Lufthansa, ou encore SAS Scandinavian Airlines System ont également arboré cette livrée. Il a souvent été affirmé que les livrées en métal nu réduisent le poids. Cependant des frais de maintenance supplémentaires annulent cet avantage.

##### Livrée "Cheatline"
La livrée "cheatline" consiste en une bande horizontale décorative appliquée sur les côtés du fuselage d'un avion. L' étymologie du terme découle de «tromper l'œil» car les premières livrées de ce type visaient à rationaliser visuellement les avions en réduisant l'impact staccato de leurs fenêtres de cabine. Les transporteurs américains comme les prédécesseurs de United Air Lines et de TWA (alors Transcontinental et Western Airlines ) ont adopté ces livrées dès les années 1920.
Ces cheatlines peuvent être en bandes simples ("règles") ou multiples (en une ou plusieurs couleurs. Ces bandeaux ont migré de la ligne de fenêtre vers le bas ou parfois au-dessus. Ils ont également fusionné d'autres éléments décoratifs.

##### Livrée "crosse de hockey"
Ce type de livrée représente la continuation d'une bande qui dévie vers le haut de l'empennage. Parmi les premières livrées figuraient la livrée 1964 du jet Eastern Airlines et la livrée 1970 d' Alitalia. Ce type de livrée est resté à la mode jusqu'au début des années 1980, Cathay Pacific les ayant encore en 1994.

##### Avion entièrement peint
En 1965, Braniff International Airways a engagé Alexander Girard pour réorganiser l'identité de l'entreprise. La conception finale impliquait de peindre tout le fuselage de l'avion. Le nom de la compagnie aérienne affiché était "Braniff International" en majuscules italiques, avec les initiales collées sur les ailerons.

##### Livrée "Eurowhite"
À partir des années 1970, l'idée générale de peindre les avions avec de la couleur a commencé à se répandre dans le monde entier, principalement sous la forme de livrées "Eurowhite" dans lesquelles le blanc était la couleur dominante. Aujourd'hui, une grande partie des compagnes optent pour des livrées Eurowhite, qui offrent de nombreux avantages.
Tout d'abord, d'un point de vue économique, peindre un avion en blanc est synonyme d'économies d'argent. Il est prouvé scientifiquement que la peinture blanche s'efface moins vite sur les avions et donc ceux-ci peuvent être repeints moins souvent. Sachant que peindre un avion coûte entre 50000 et 200 000 dollars, cela est un gain significatif pour les compagnies aériennes. Les motifs complexes sont également plus chers à peindre. Par ailleurs, le blanc a également pour atout de réduire l'absorption de chaleur de l'avion, ce qui permet de consommer moins d'énergie pour le refroidir et donc provoque des économies. Un autre avantage de l'aspect blanc global est la facilité à transférer un même avion d'une compagnie à l'autre, facilitant par exemple la location d'avion (leasing), le changement de livrée étant plus facile à réaliser.
D'un point de vue de la sécurité, les signes de fatigue ou d'usure sont plus facilement repérables sur un avion blanc lors des inspections. Les avions de nouvelle génération comme l'Airbus A350 ou le Boeing 787 sont fabriqués en matériau composite et sont davantage sujets aux rayonnements UV, qui peuvent les endommager. Un avion blanc reflète mieux ces rayonnements du soleil. De plus, un avion est plus facilement visible dans le ciel lorsqu'il est peint en blanc ce qui permet d'éviter les collisions avec les oiseaux, et plus facilement repérable lors d'incident ou d'accident.
La livrée des années 1970 d'Alitalia et la livrée du début des années 1970 de l'UTA Union de Transports Aériens figurent parmi les premières livrées eurowhites notables. La livrée en 1975 de TWA Trans World Airlines figurait parmi les premiers projets eurowhites hors d'Europe.

##### Livrée "Billboard"
Les années 1970 ont vu l'émergence des livrées Billboard. Cela se traduit par une place centrale accordée au titre de la compagnie aérienne dans la livrée. Parmi les premiers à adopter les livrées Billboard, on trouve l'UTA Union de Transports Aériens (UTA), Seaboard World Airlines ou LOT Polish Airlines. La livrée de Pan Am était un exemple célèbre de Billboard  Dans les années 1990 et 2000, deux des trois principales alliances de compagnies aériennes ont adopté des livrées Billboard pour certains avions exploités par les compagnies aériennes membres de l'alliance. Les transporteurs à bas prix tels que Ryanair et easyJet ont également utilisé les livrées Billboard sur leurs avions.

### Livrées spéciales
Certaines compagnies font le choix de peindre certains de leurs avions dans des couleurs spéciales, autres que la livrée classique. Il s'agit de livrées souvent créées autour d'un partenariat entre la compagnie. Ainsi, un avion peut être peint aux couleurs 

#### Livrées commémoratives
Les livrées commémoratives sont utilisées pour célébrer une étape importante dans l'histoire d'une compagnie aérienne.

Commémoratives
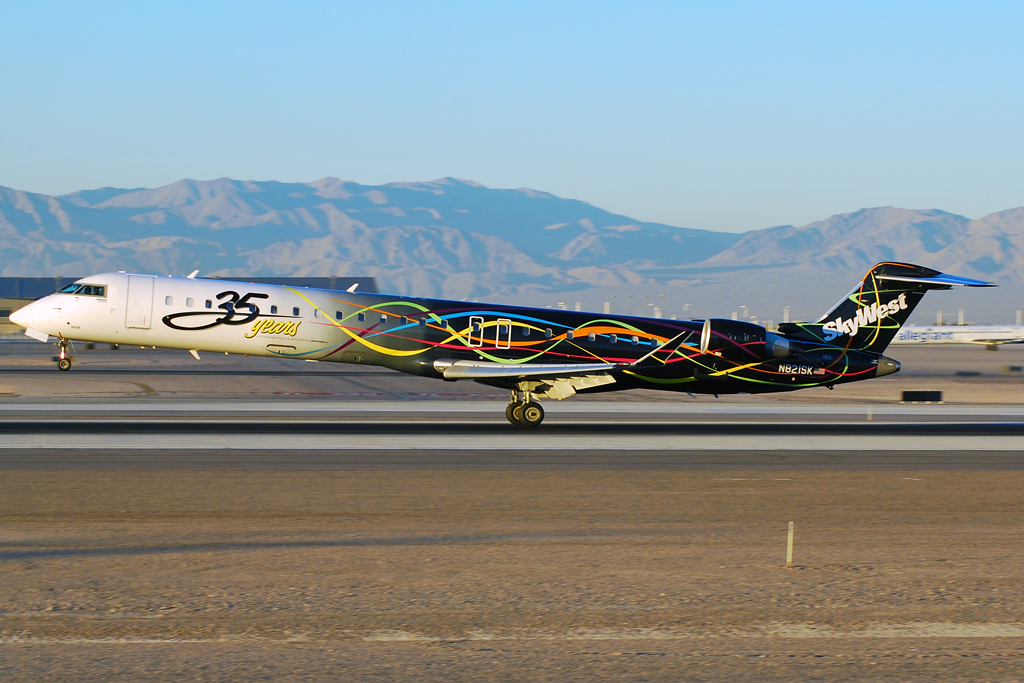
Skywest CRJ-900

#### Livrées rétros
Une livrée rétro est la restauration d'une livrée passée à des fins publicitaires ou pour souligner la durée de l'expérience ou de la tradition d'une compagnie aérienne. Les avions peints dans ces livrées sont appelées « Retrojets » par les compagnies, médias ou simplement passionnés d'aviation.

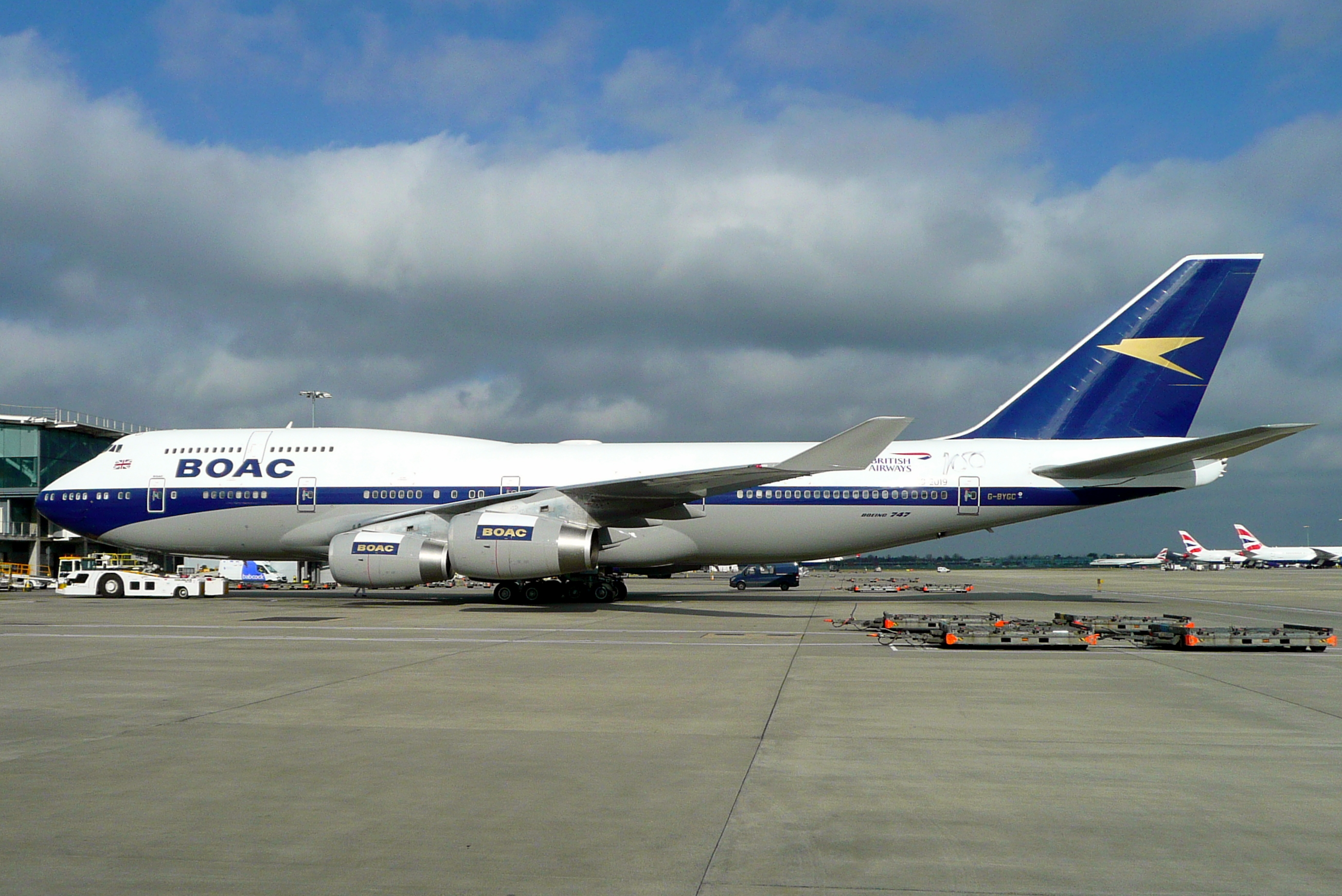
Une livrée Retro portée de 1964 à 1974 sur un Boeing 747 de British Airways à l'occasion des 50 ans depuis le premier vol d'un 747.
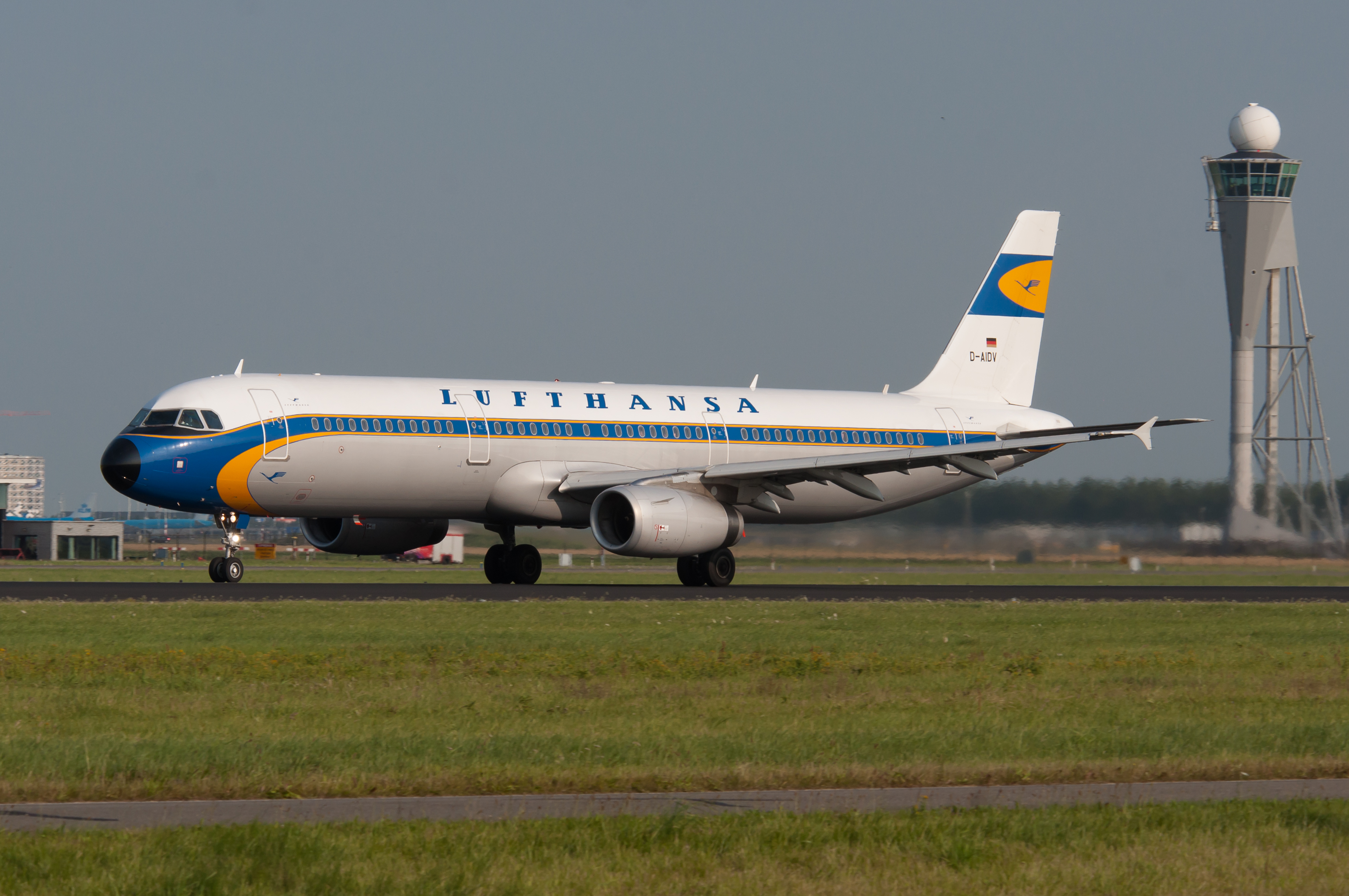
Livrée retro de la Lufthansa
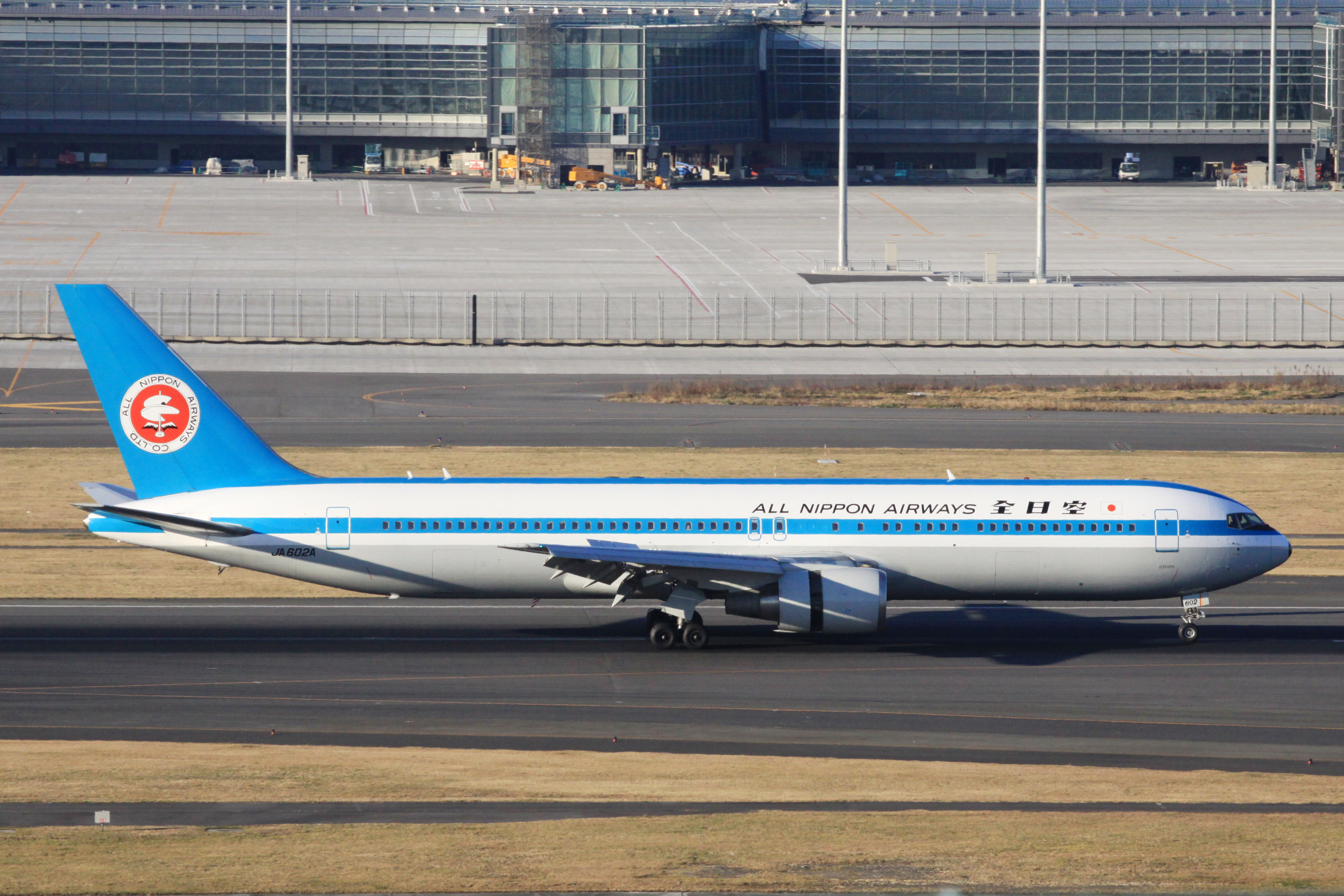
Livrée retro d'All Nippon Airways (ANA)
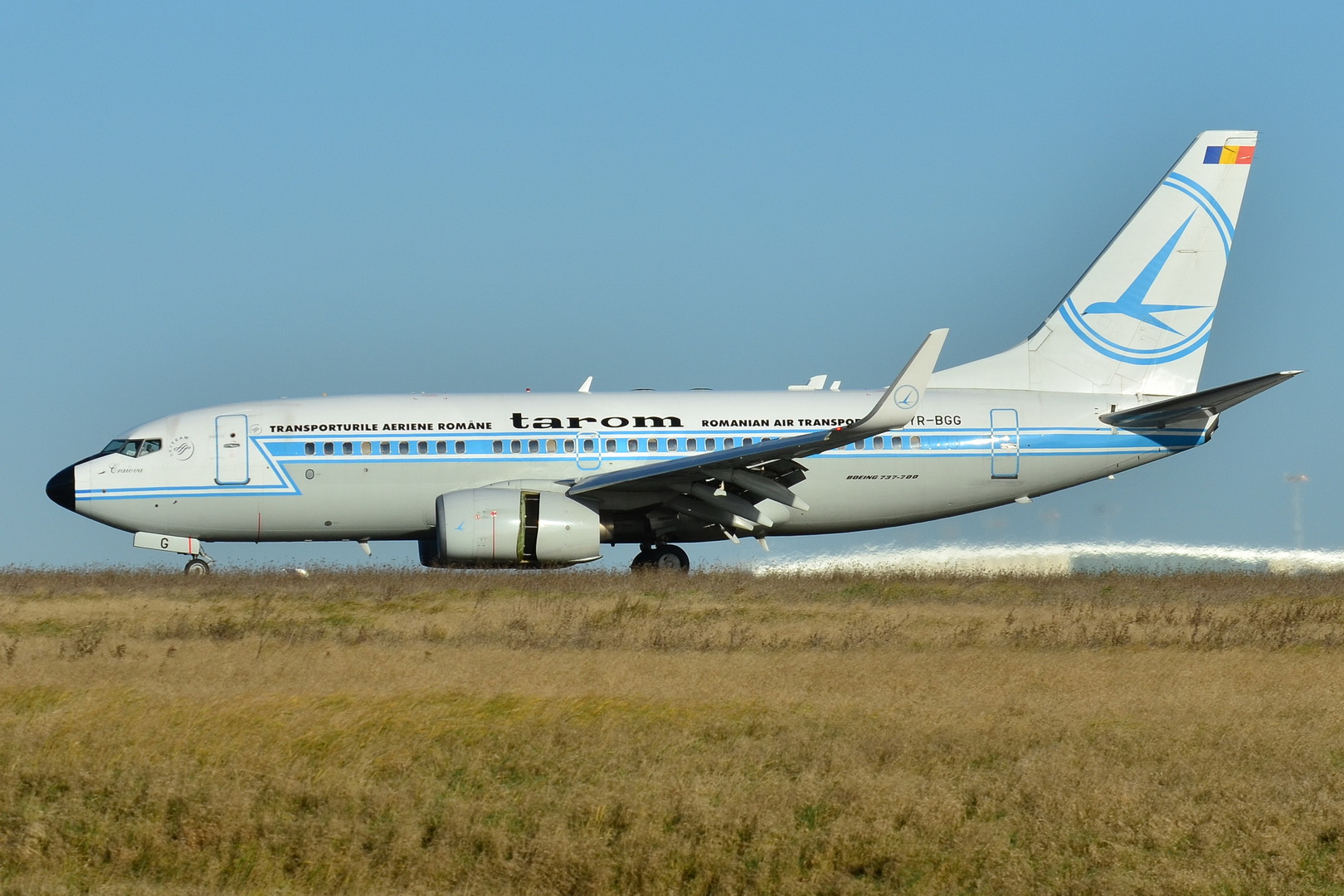
Un retrojet de Tarom
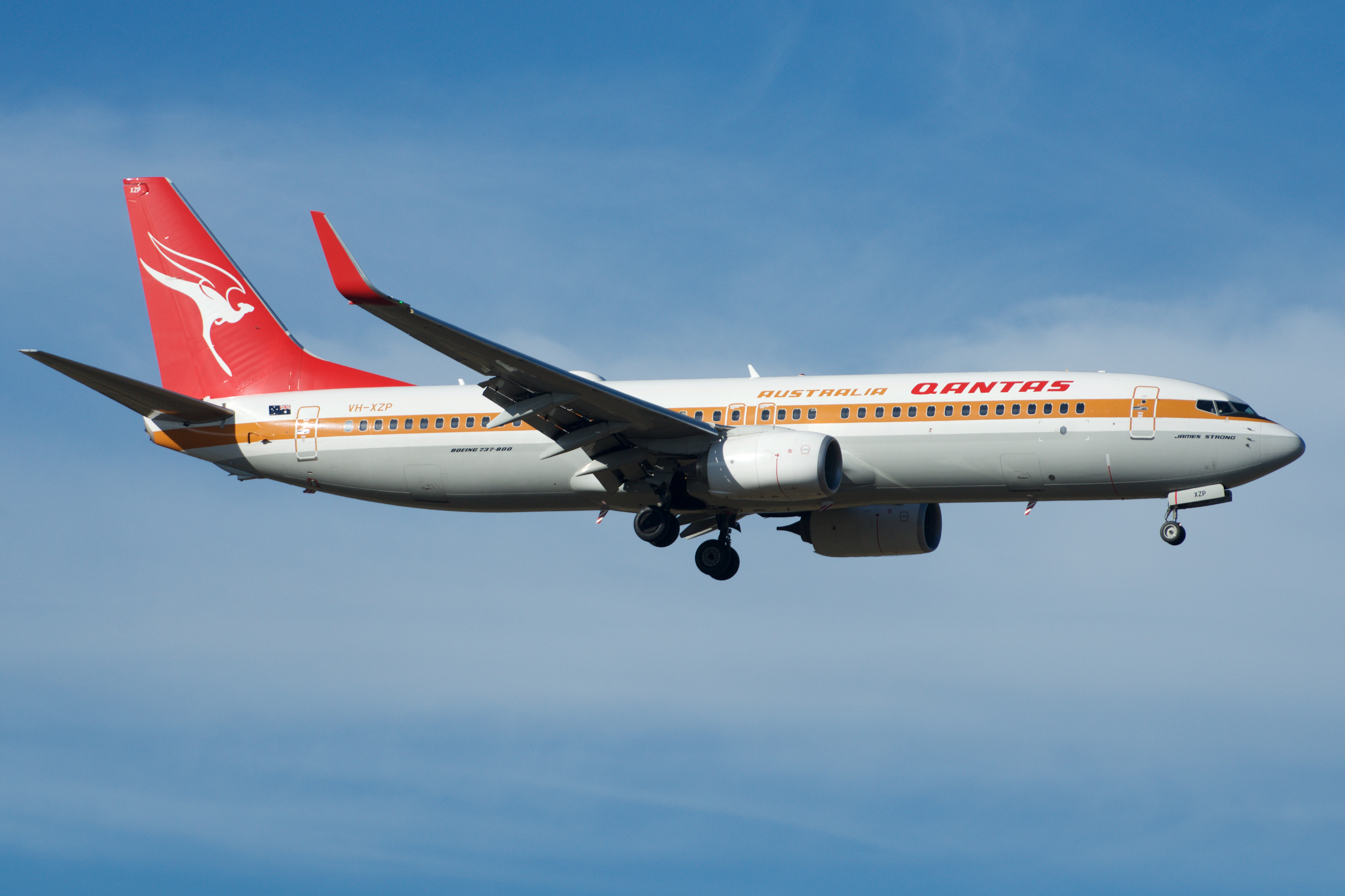
Une livrée Retro de Qantas
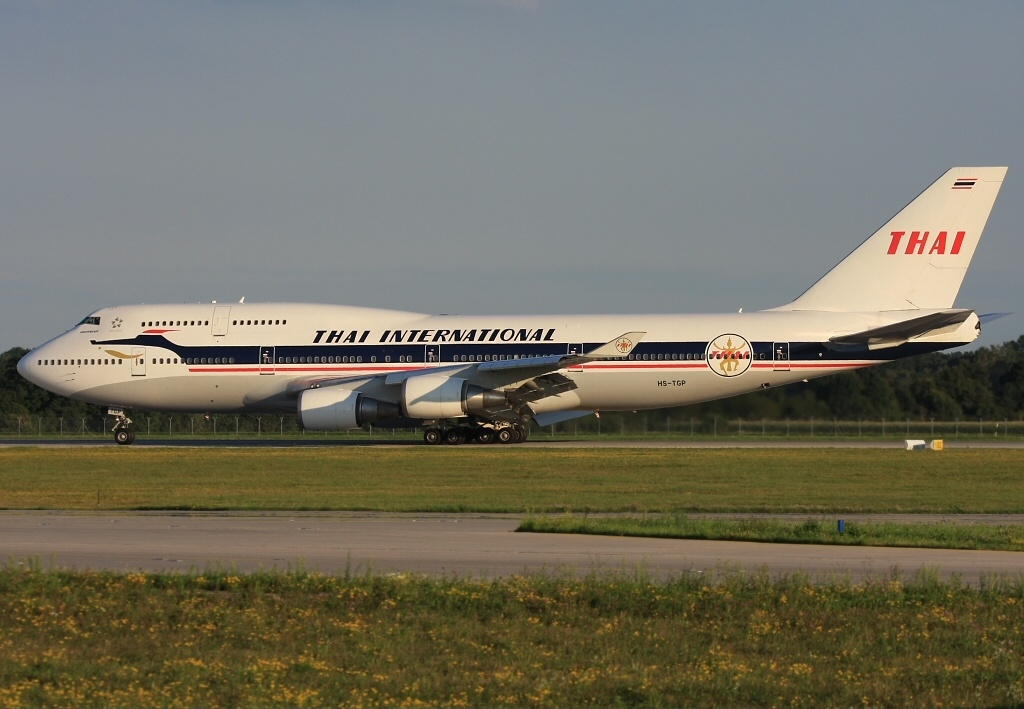
Retrojet de Thai Airways International
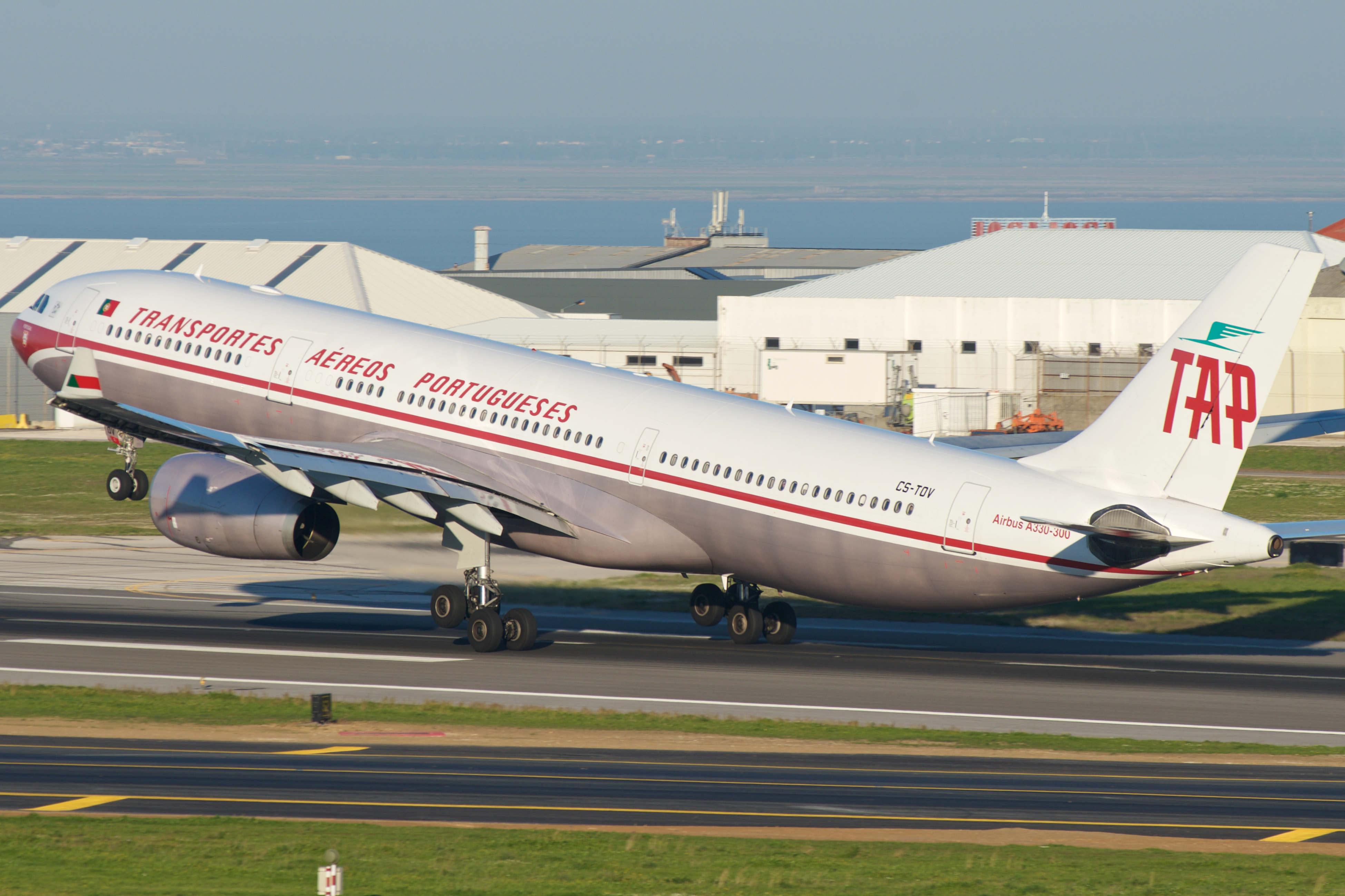
Livrée retro de TAP Air Portugal

#### Livrées partenariats
Les compagnies aériennes peignent leur avion dans le cadre d'un partenariat. l'avion est peint dans le but de promouvoir l'objet du partenariat. Il peut s'agir de publicité pour une entreprise, de promotion d'une ville, de causes humanitaires, etc. Les compagnies peuvent compter plusieurs avions arborant ce type de livrée.

Sport
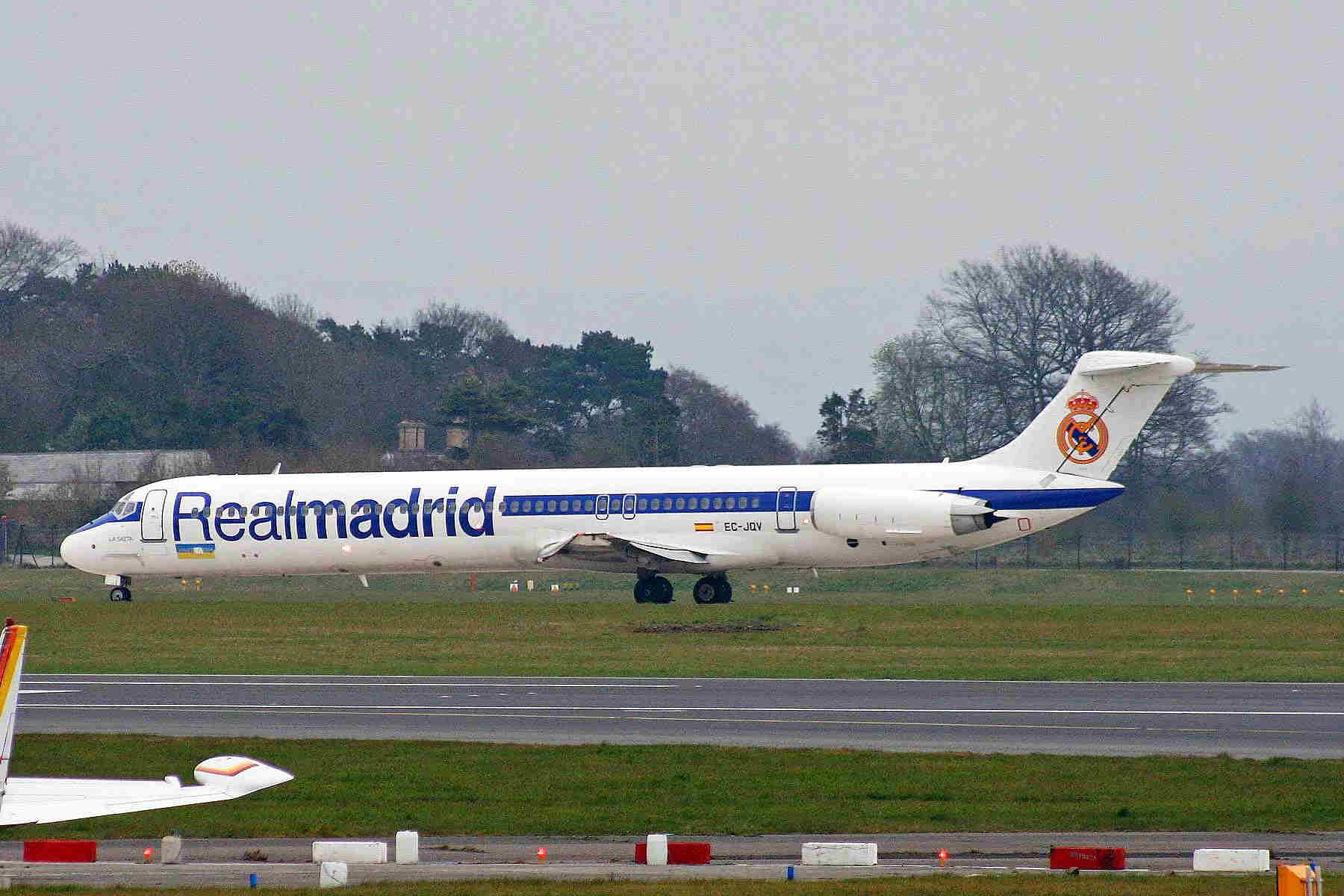
Un avion de la compagnie espagnole Swiftair à effigie du club de football espagnol du Real Madrid
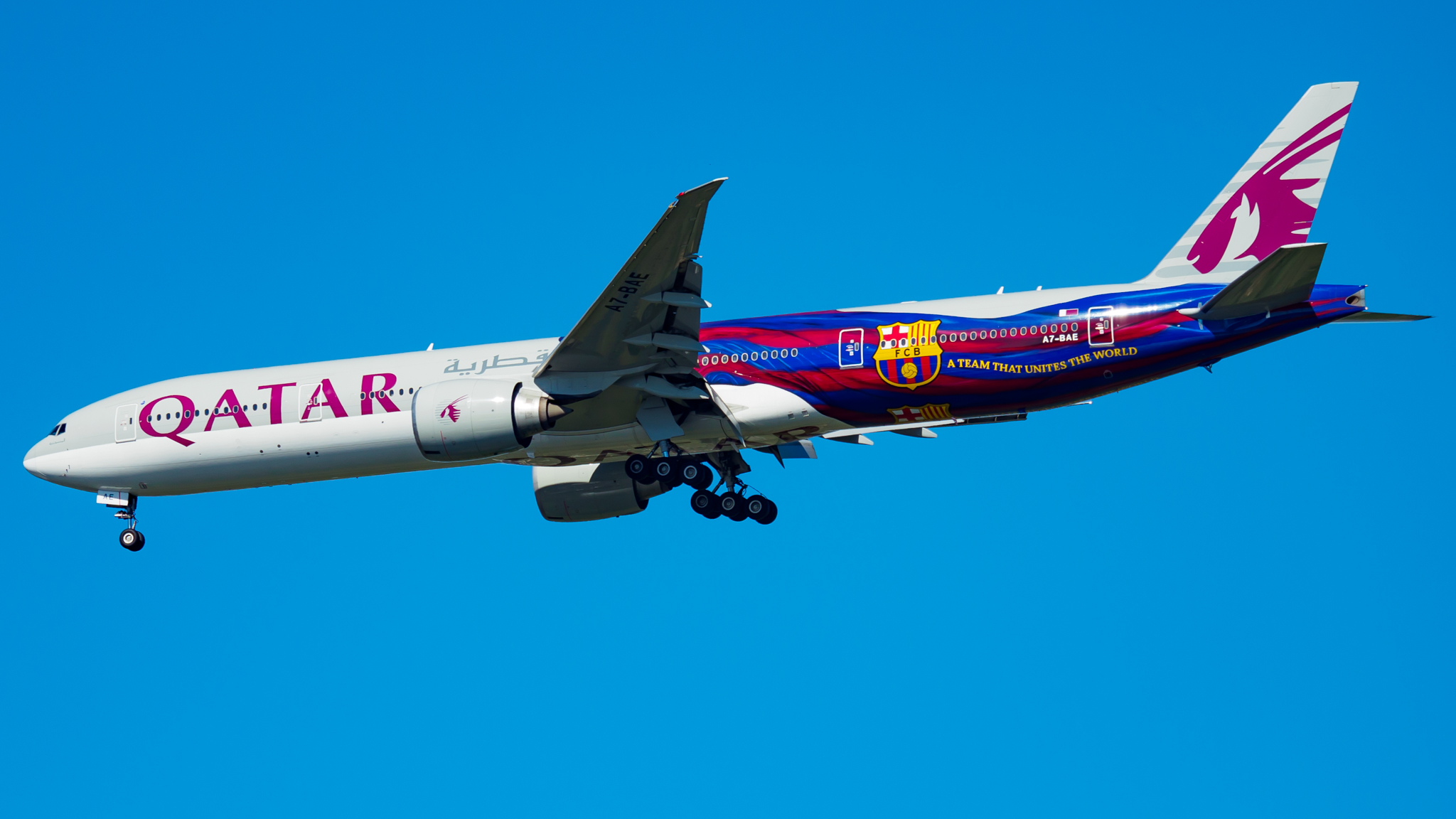
Un avion de Qatar Airways aux couleurs du FC Barcelone (Qatar Airways est un des sponsors principaux du club)
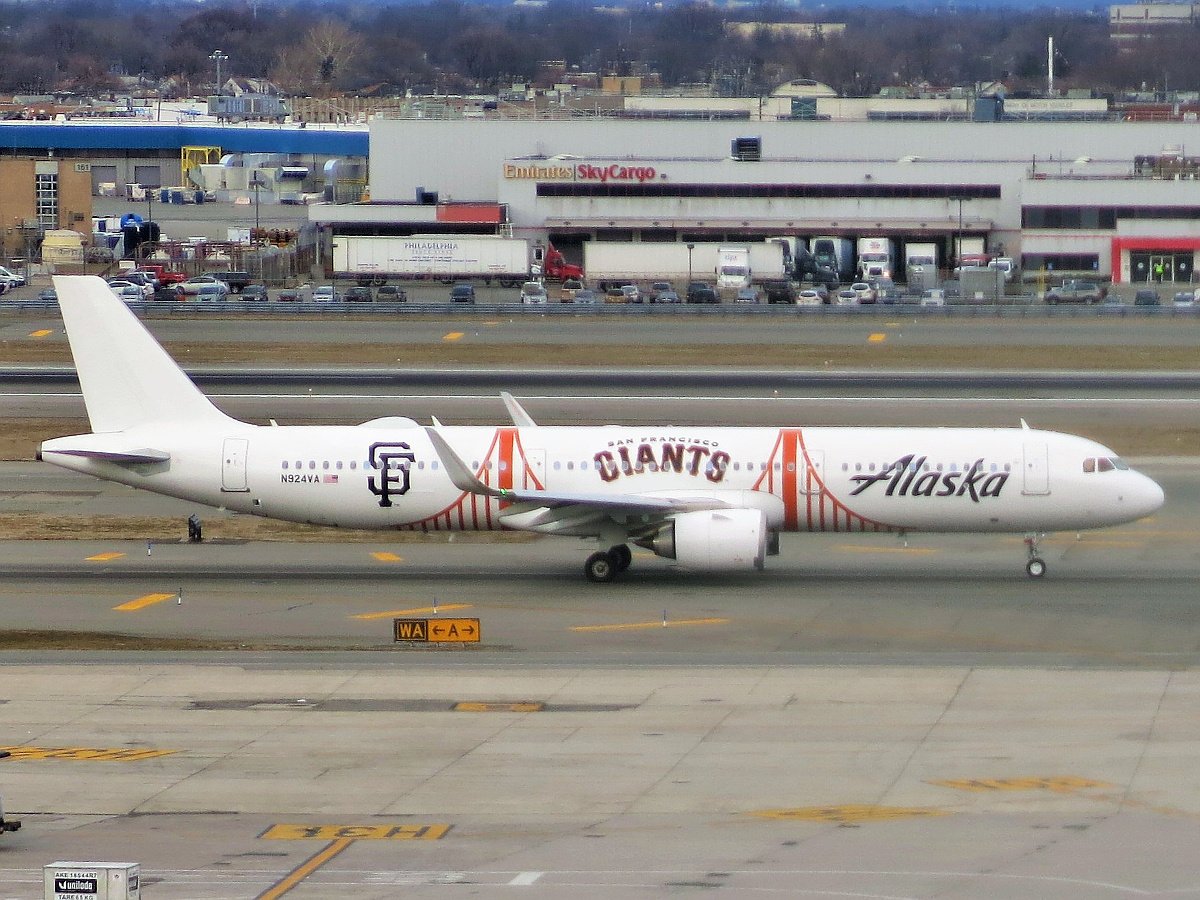
Un avion d'Alaska Airlines aux couleurs de l'équipe des San Francisco Giants
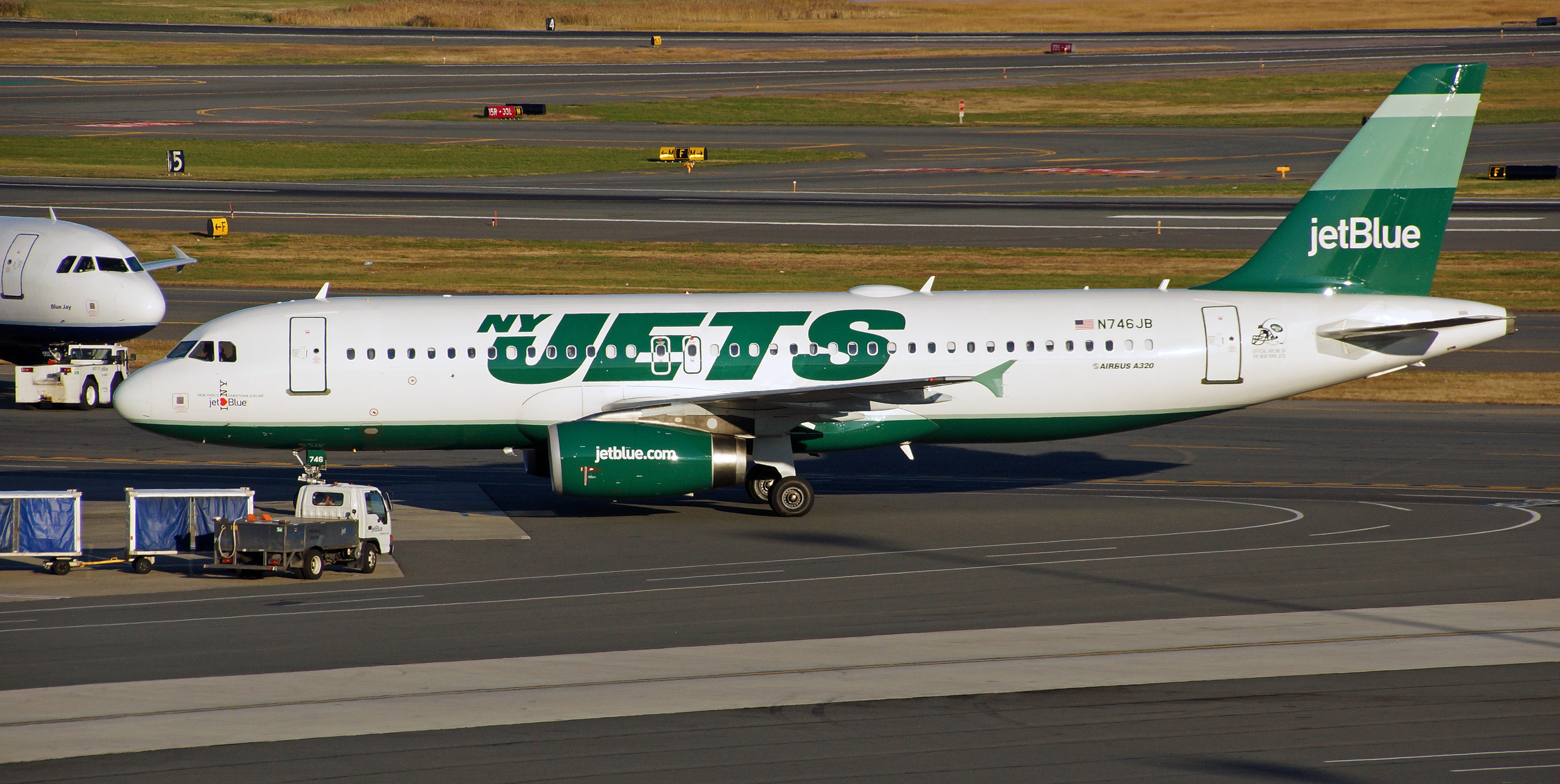
Un avion de JetBlue aux couleurs des New York Jets
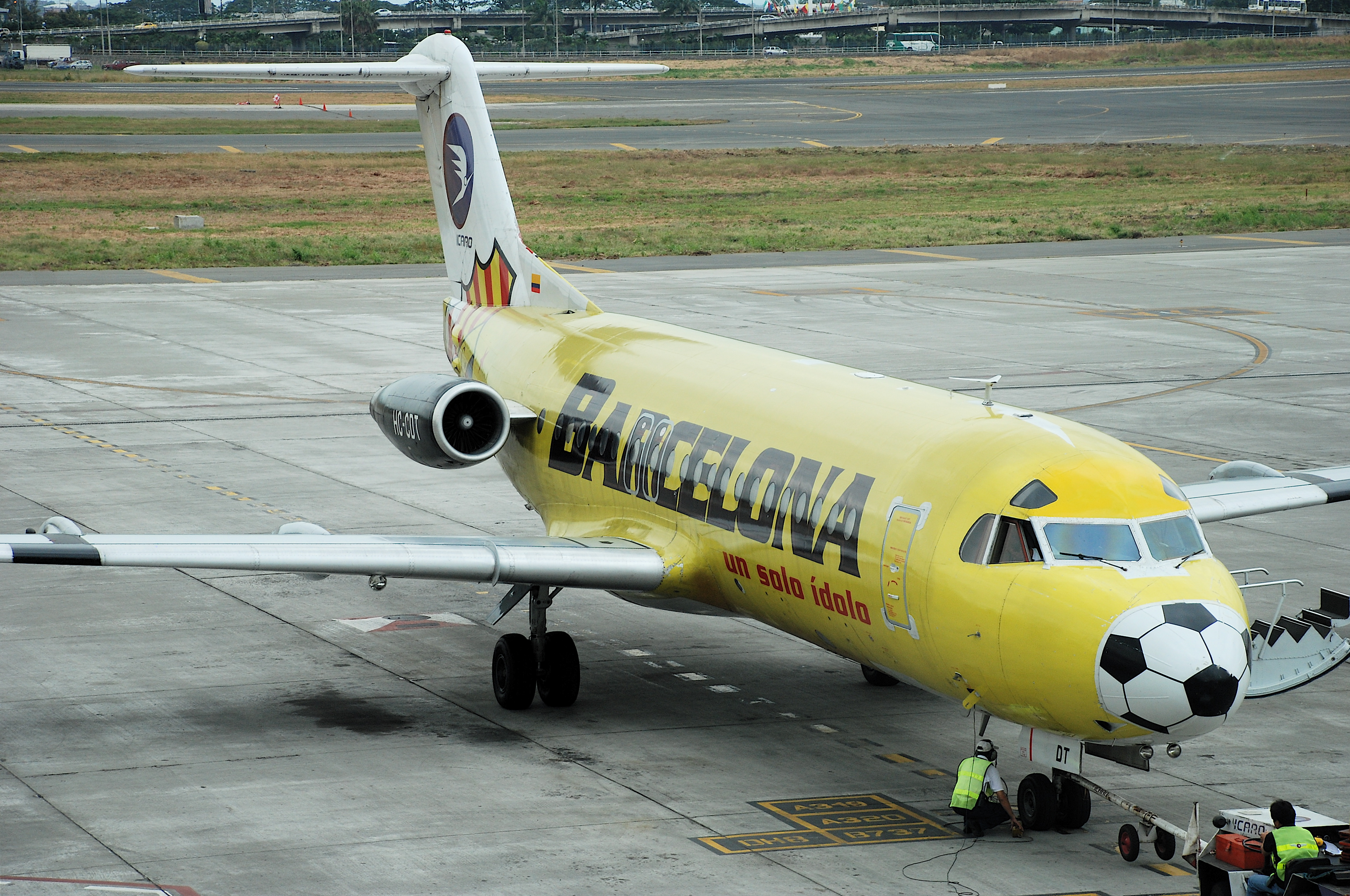
Fc Barcelone

Entreprise
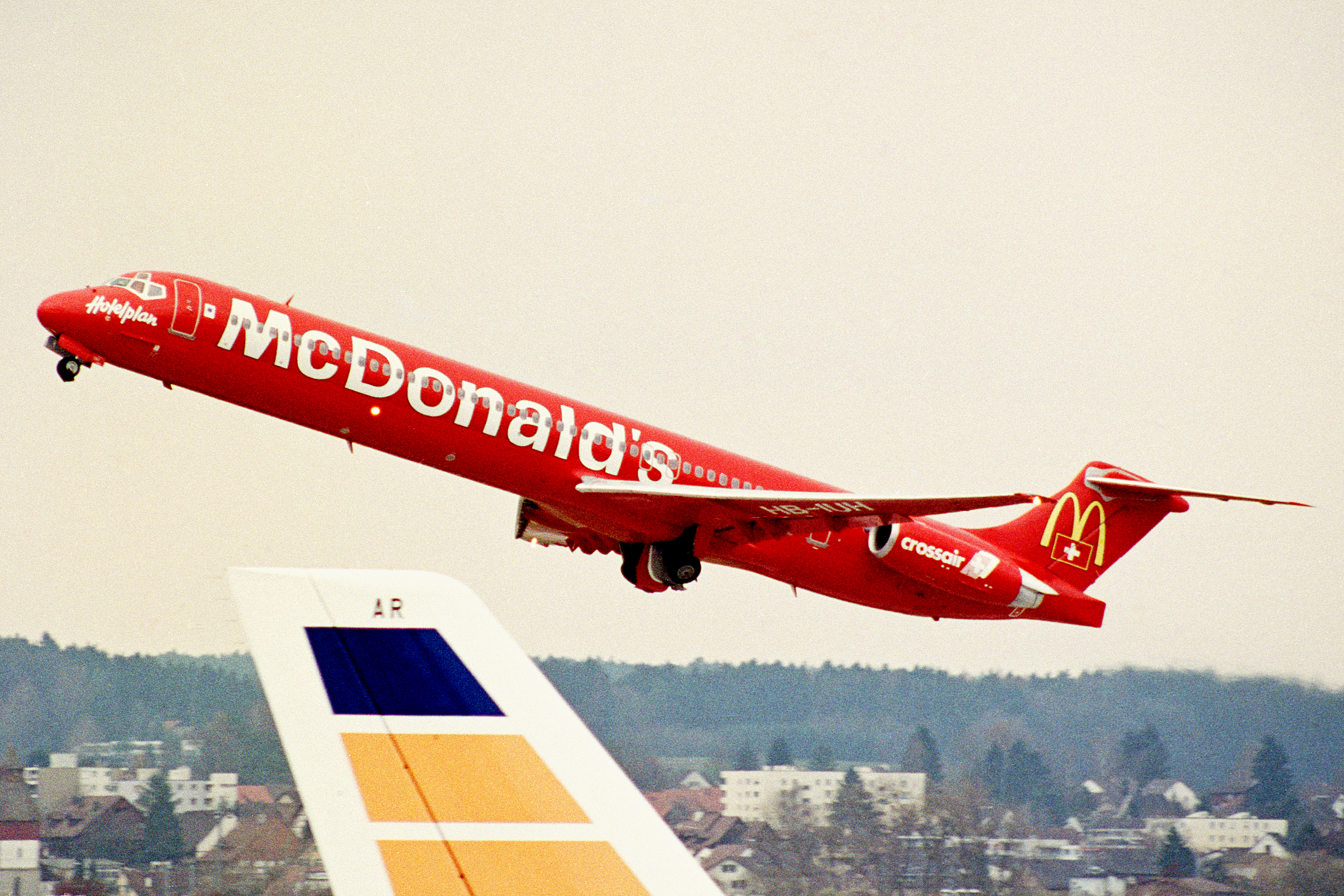
Un MD-83 de Crossair aux couleurs de la chaîne de restauration rapide américaine McDonald's en 1999
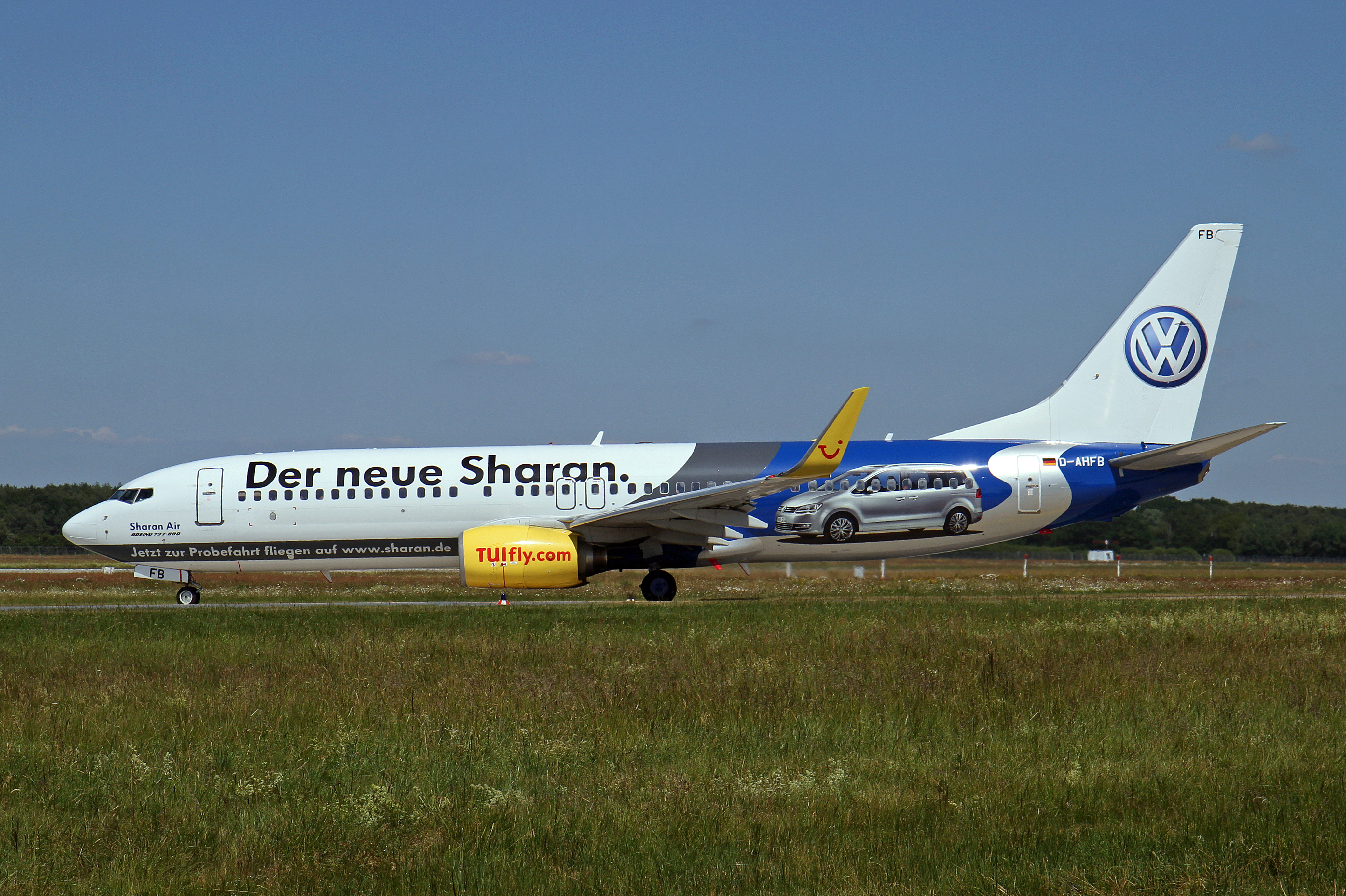
Publicité d'un nouveau modèle de Volkswagen sur un avion de Tuifly
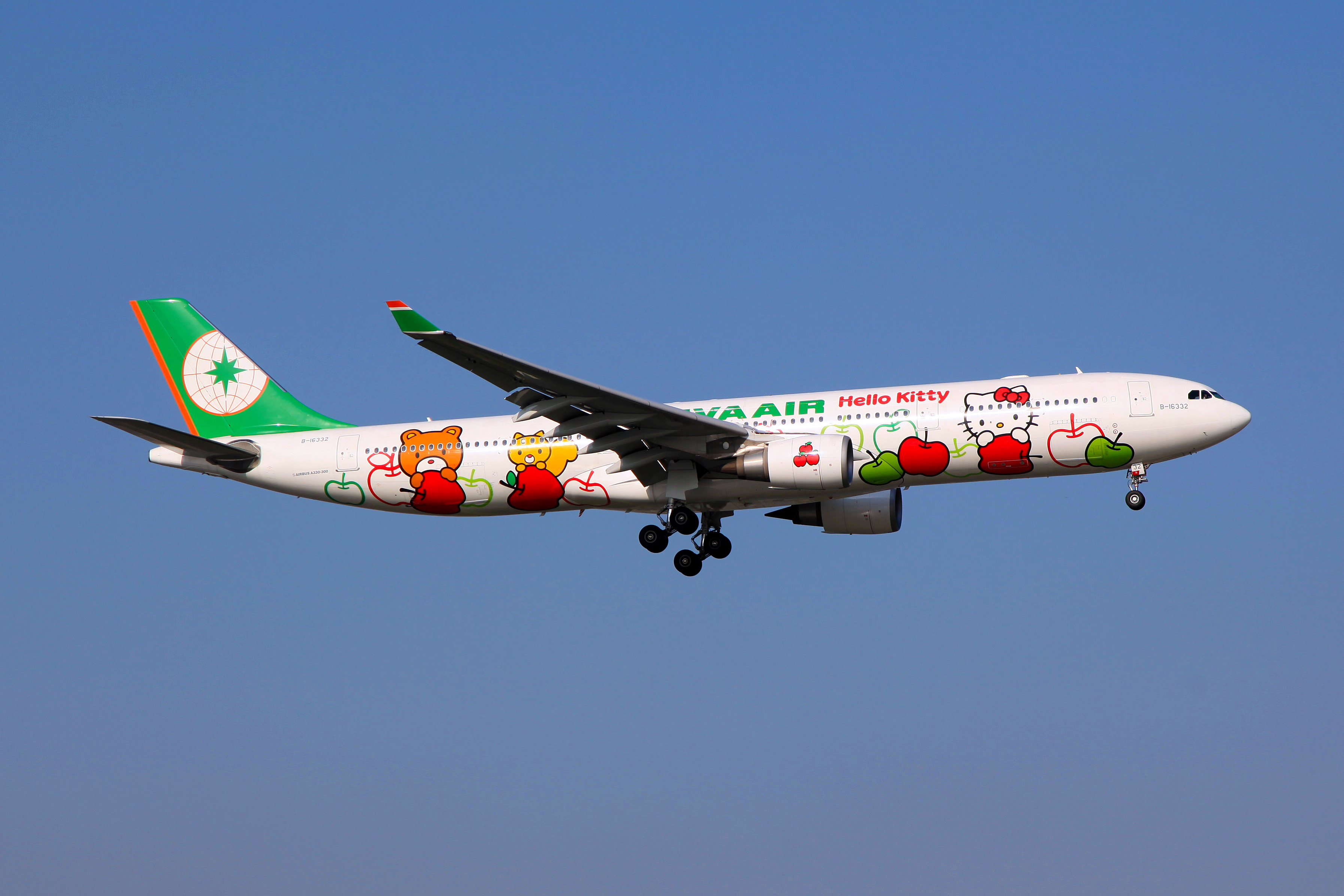
Publicité pour Hello Kitty sur un avion de Eva Air

Évènements
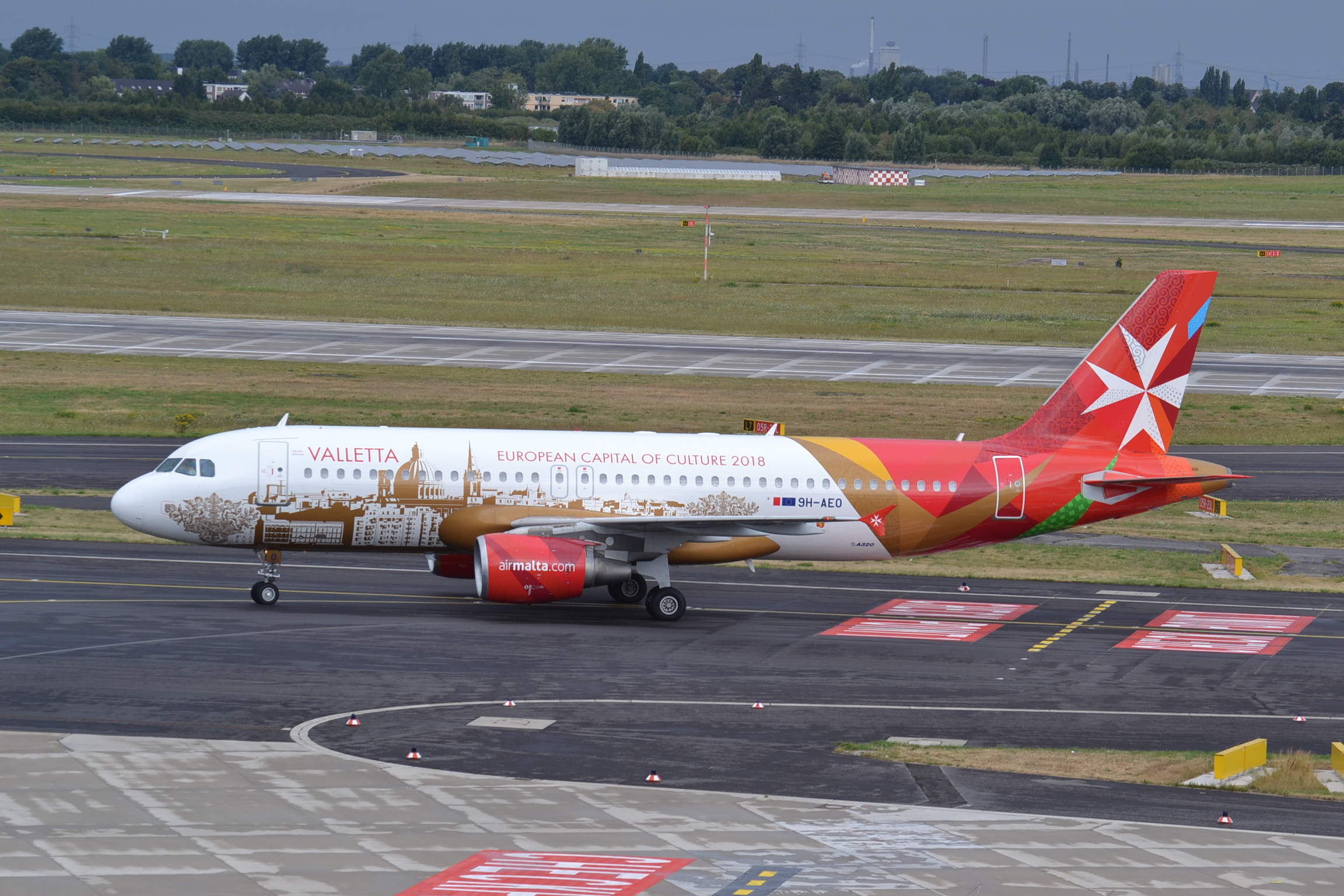
Valetta European Capital of Culture 2018
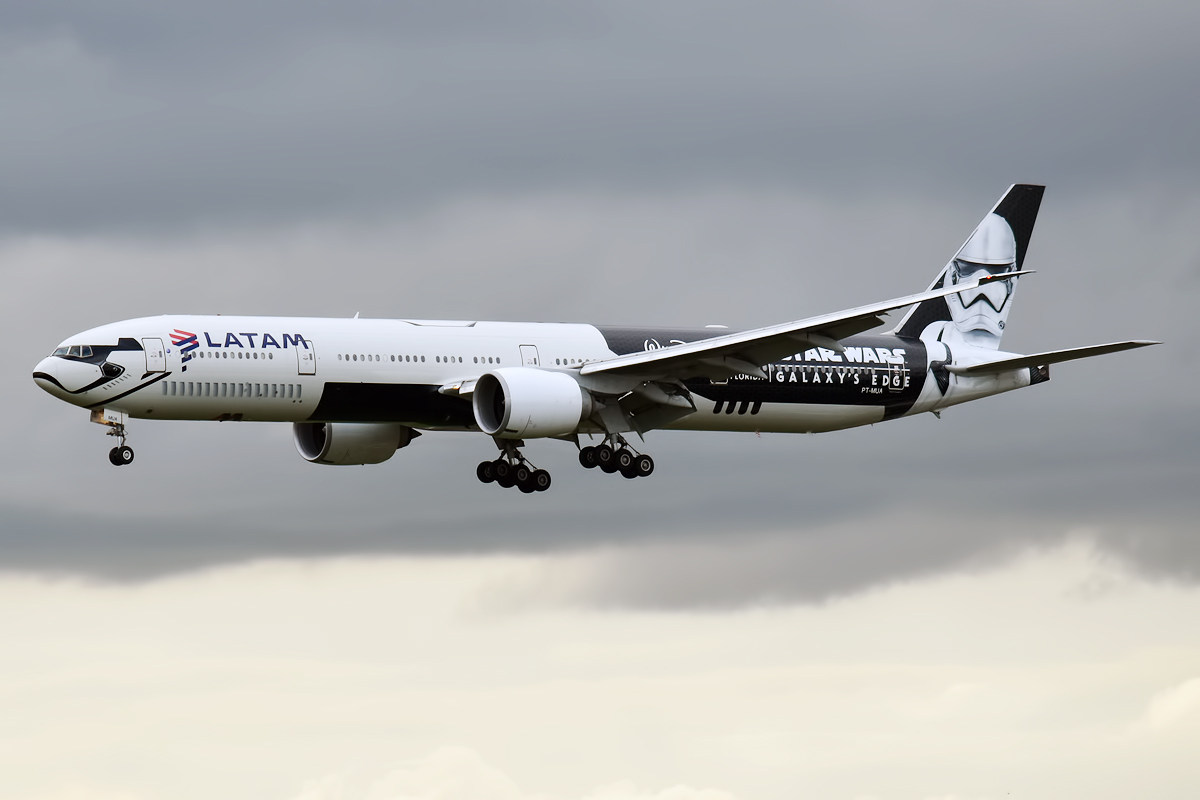
LATAM Airlines (Star Wars-Galaxy's Edge Livery),
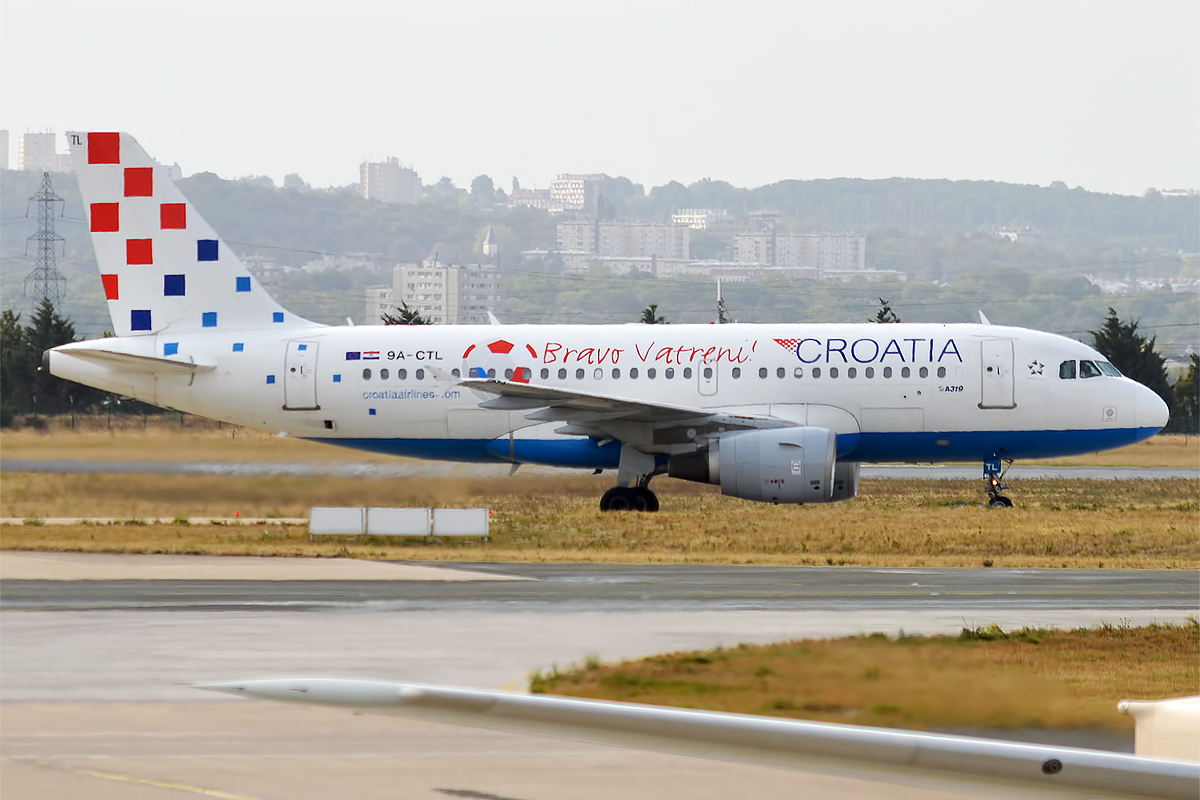
Croatia Airlines (Bravo Vatreni livery)
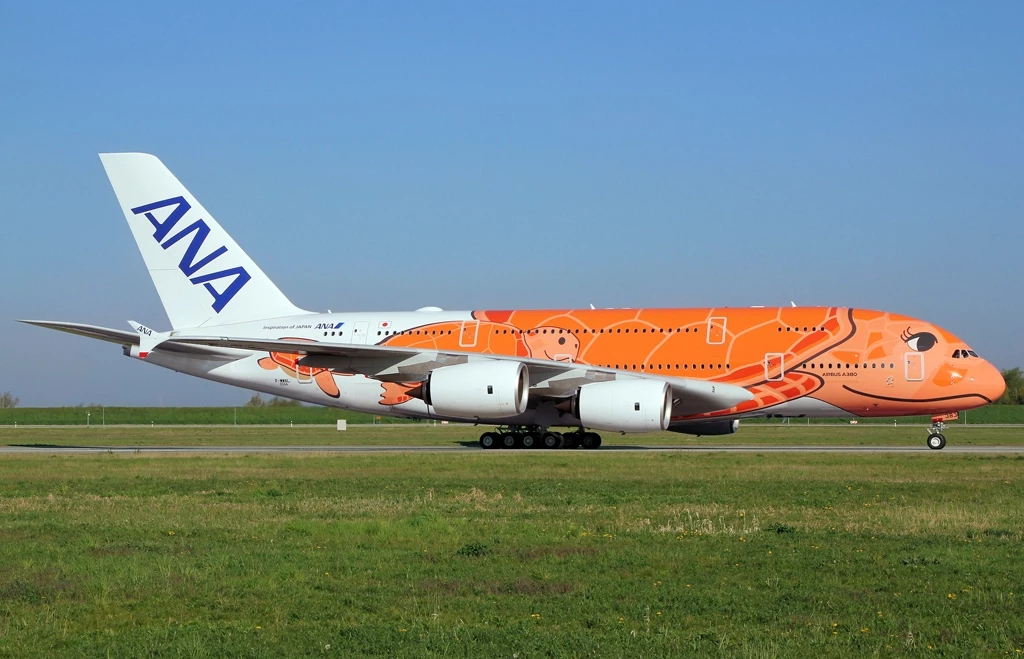
All Nippon Airways
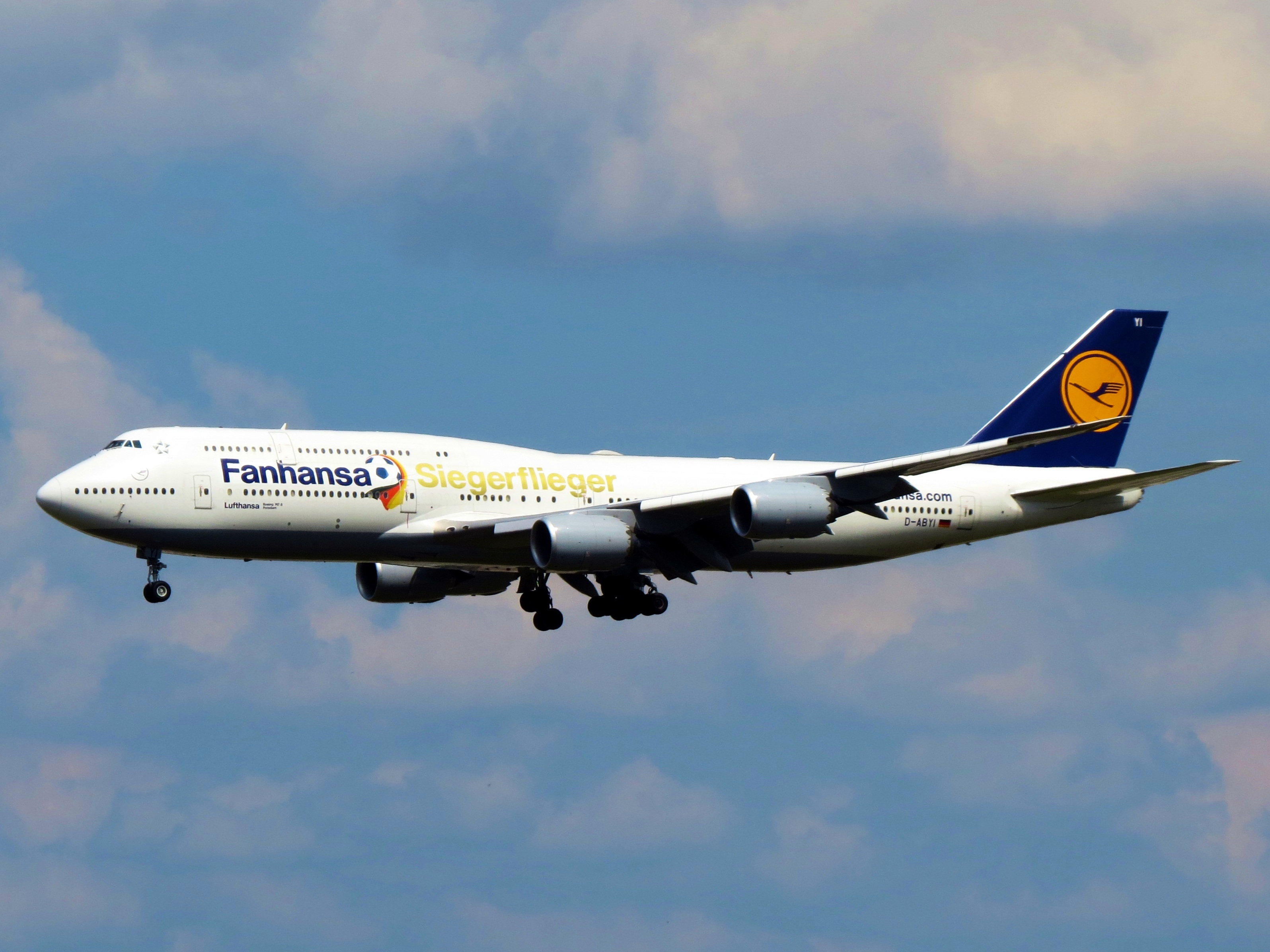
2014 FIFA World Champion!!!!! Deutsche Lufthansa Boeing 747-830 D-ABYI "Siegerflieger" "Fanhansa" "Potsdam" 15.07.2014 Frankfurt Airport
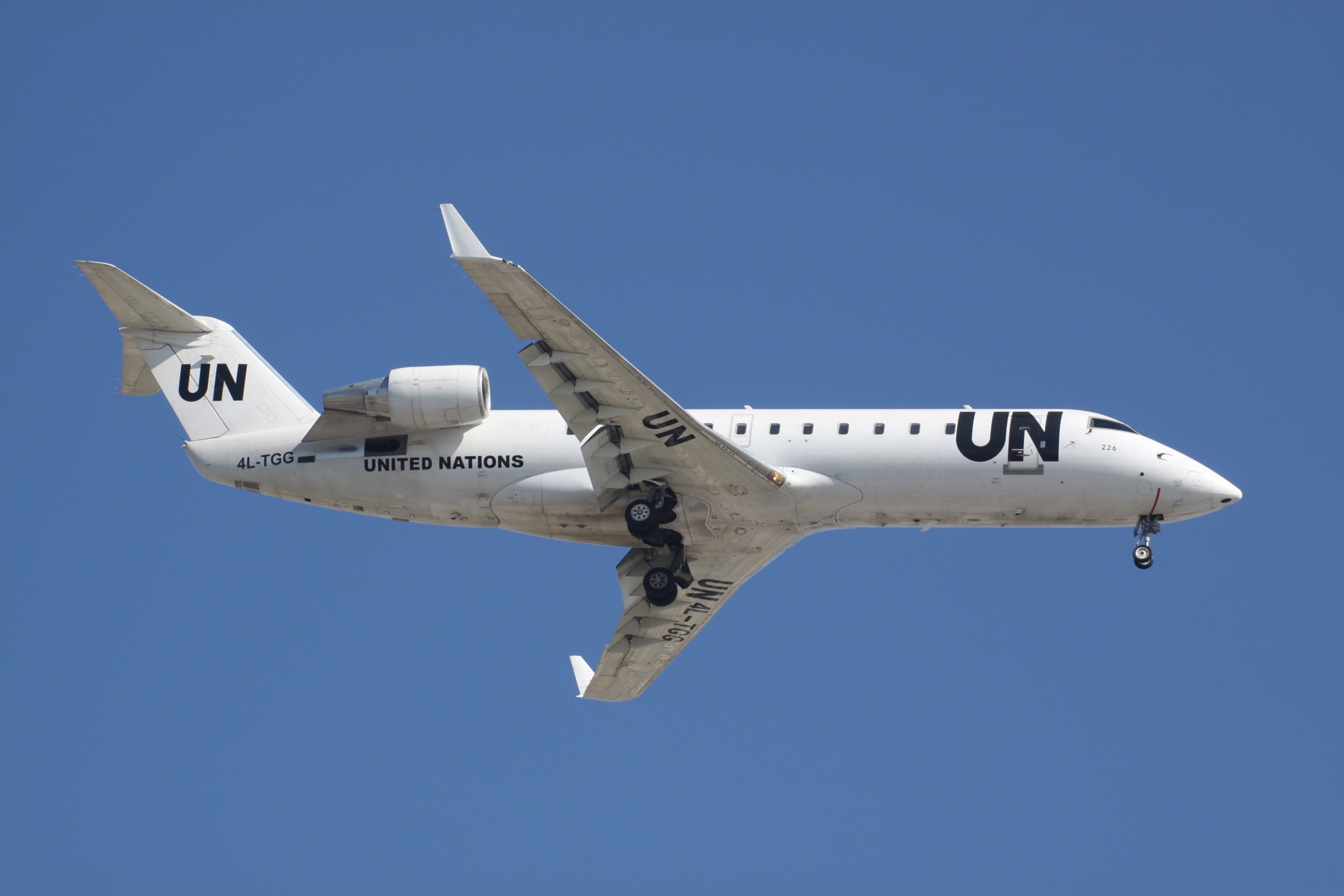
4L-TGG Canadair CRJ.200LR UN United Nations

#### Livrées alliances

Alliance
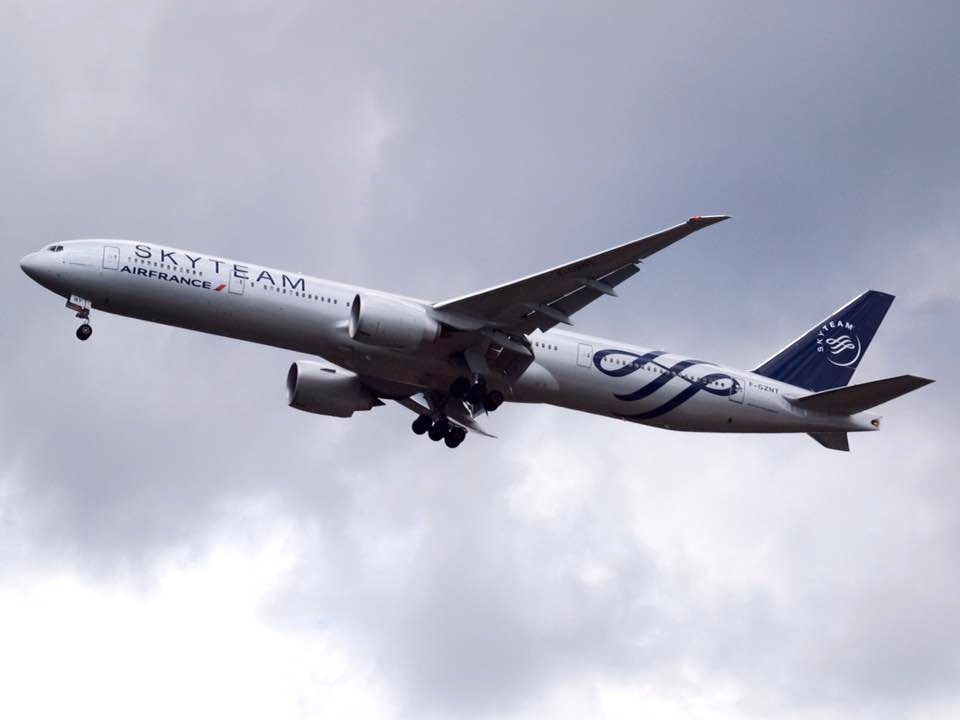
Air France SkyTeam
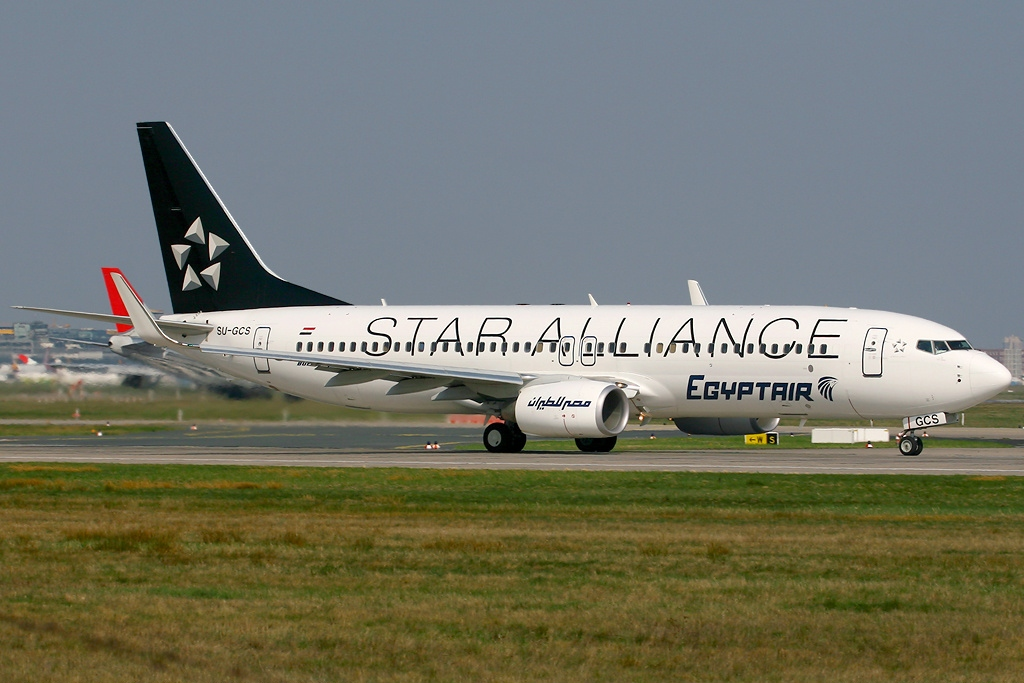
Star Alliance (EgyptAir)
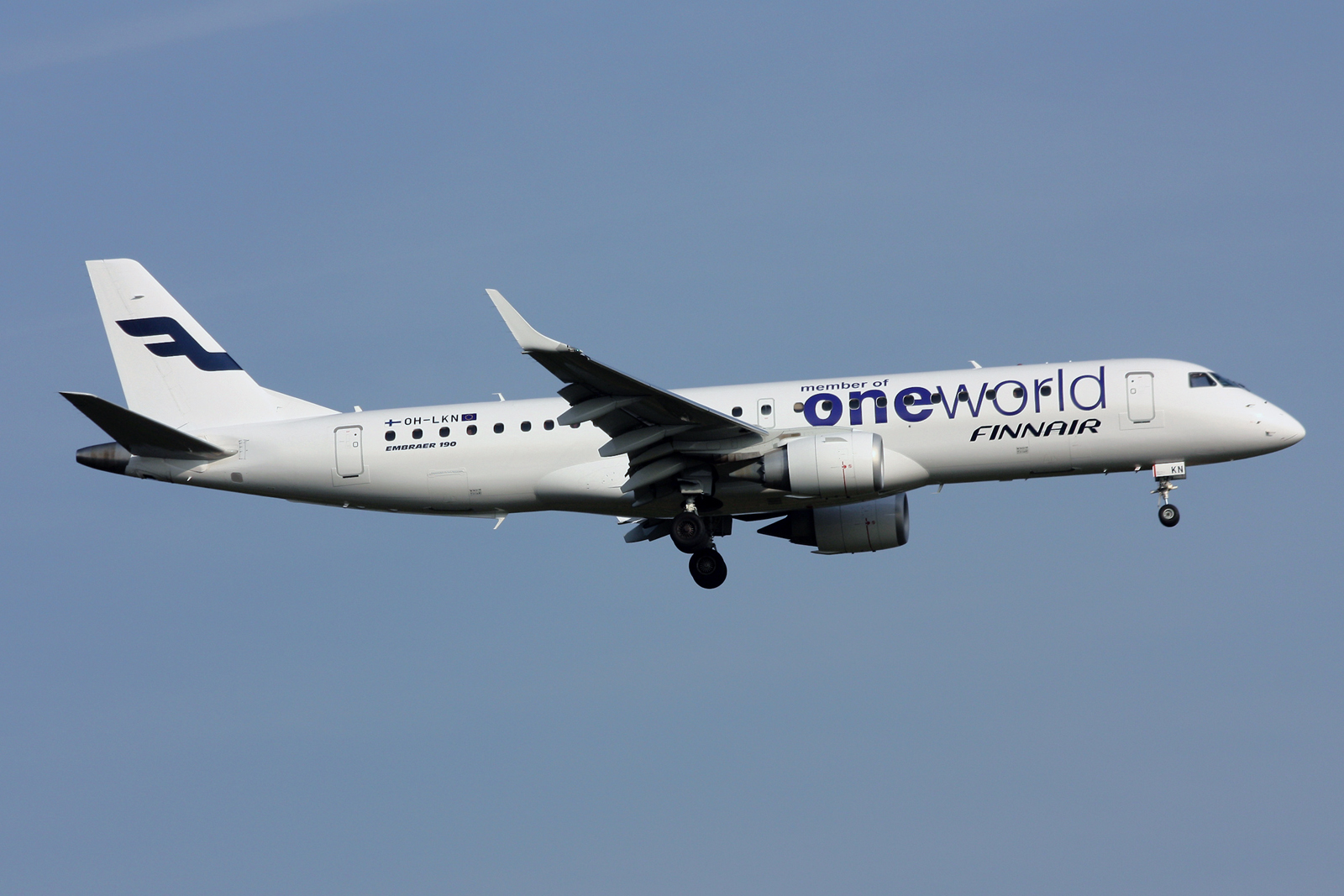
Oneworld (Finnair)

## Aviation non-commerciale

### Dans l'aviation civile
Dans l'aviation générale les livrées sont généralement plus discrètes que dans l'aviation commerciale, se limitant souvent à une ou deux couleurs.

#### Avions privés

Alliance
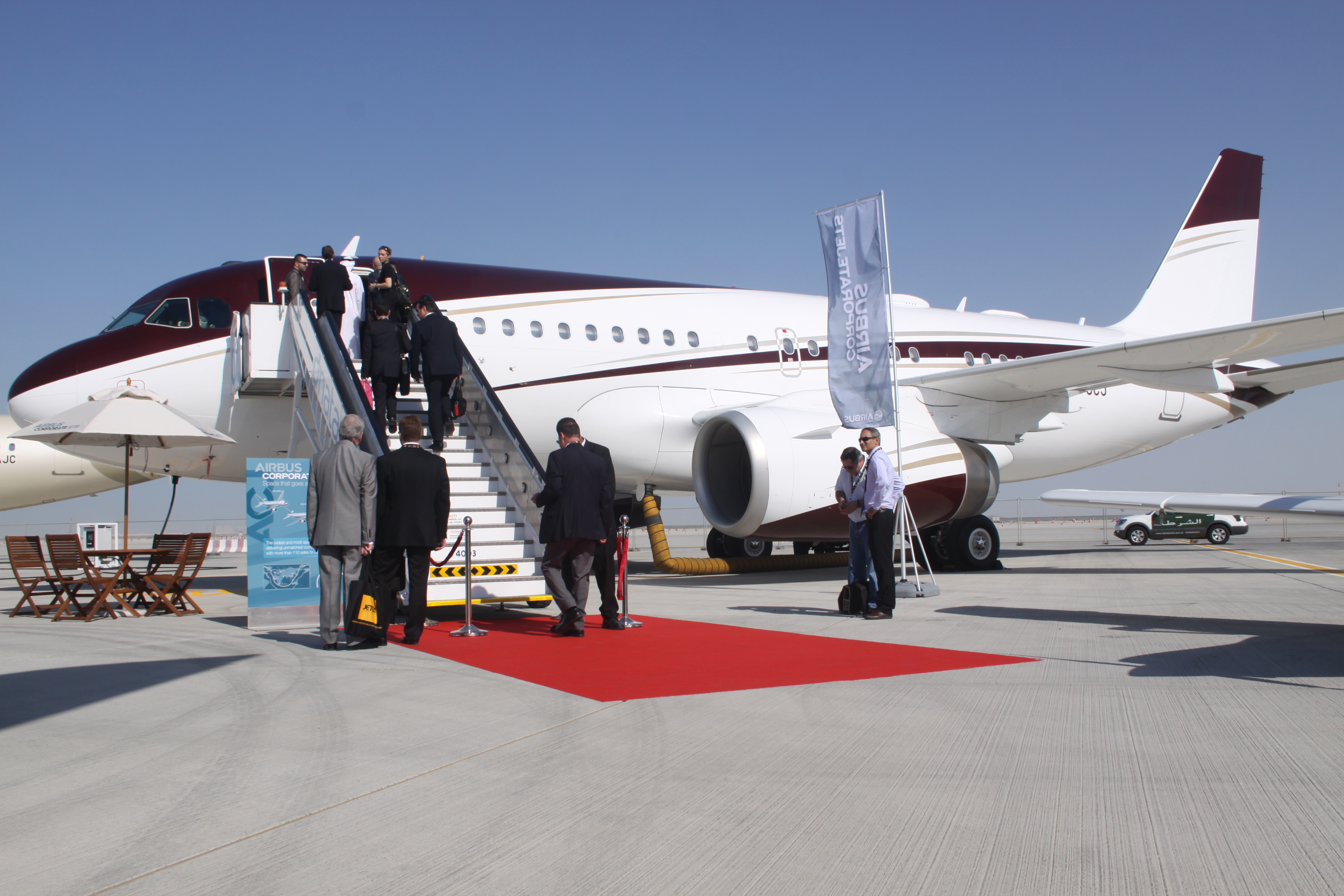
VP-CCJ Airbus A319CJ Corporate
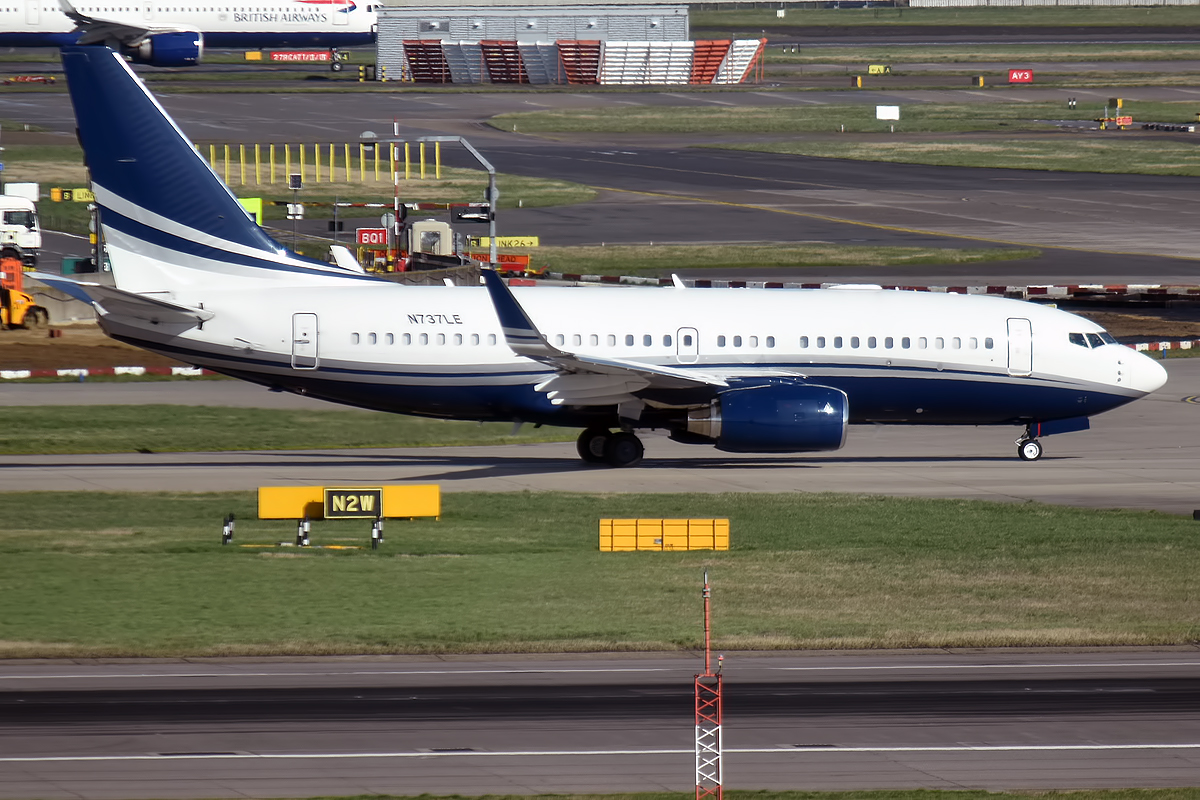
Universal Jet Aviation, N737LE, Boeing 737-75V(BBJ)
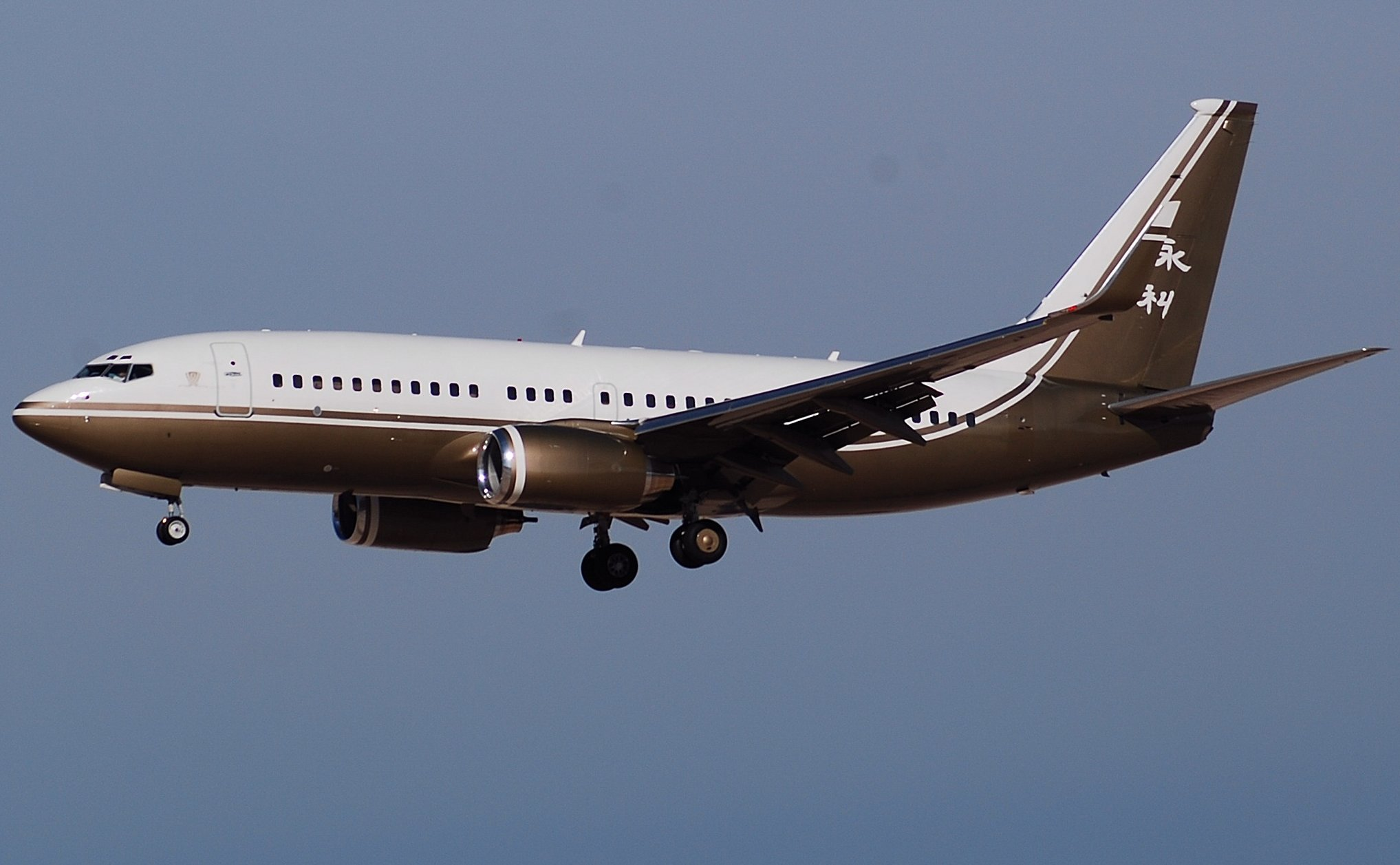
Boeing 737 BBJ
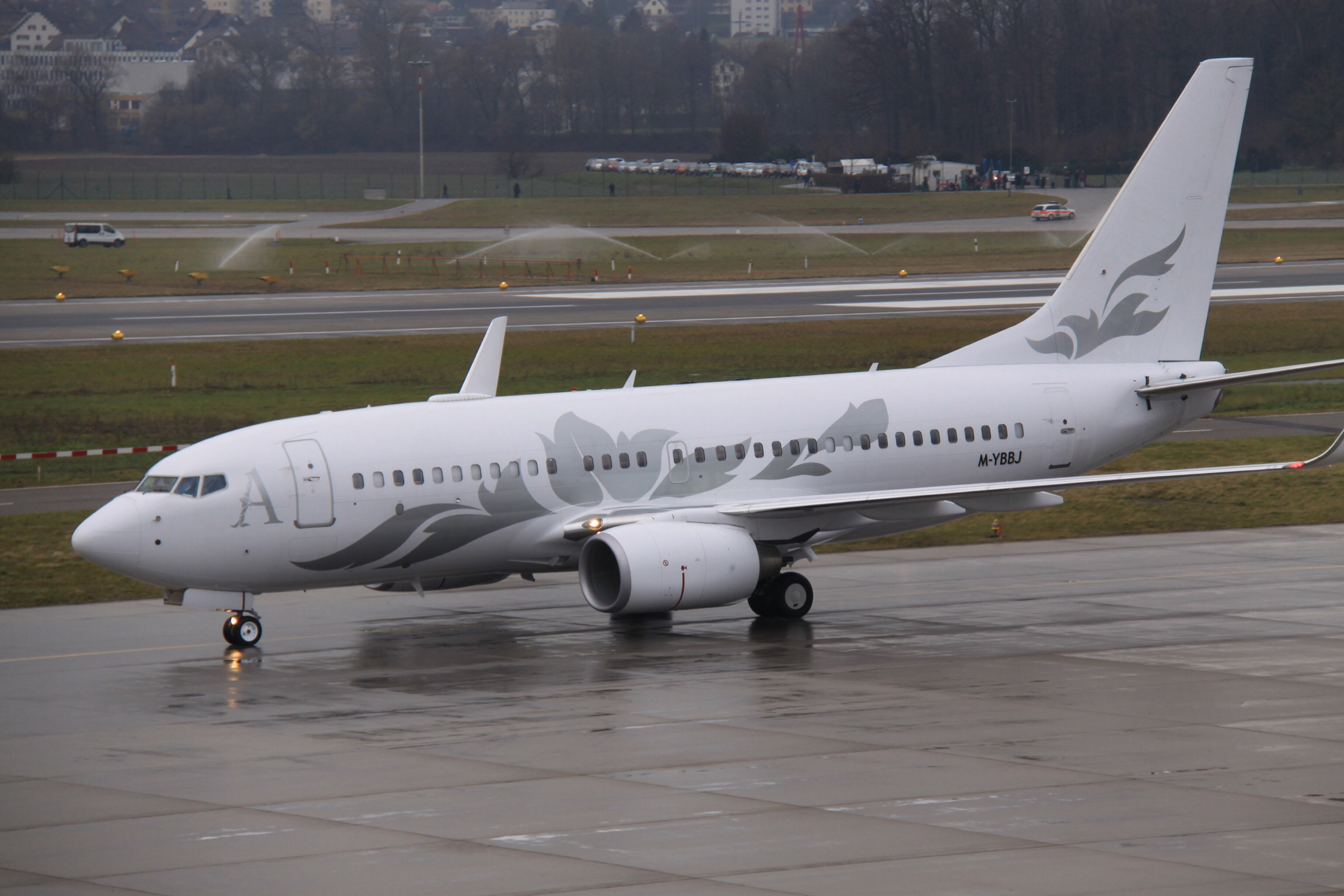
M-YBBJ Boeing B73GWL BBJ

#### Avions présidentiels

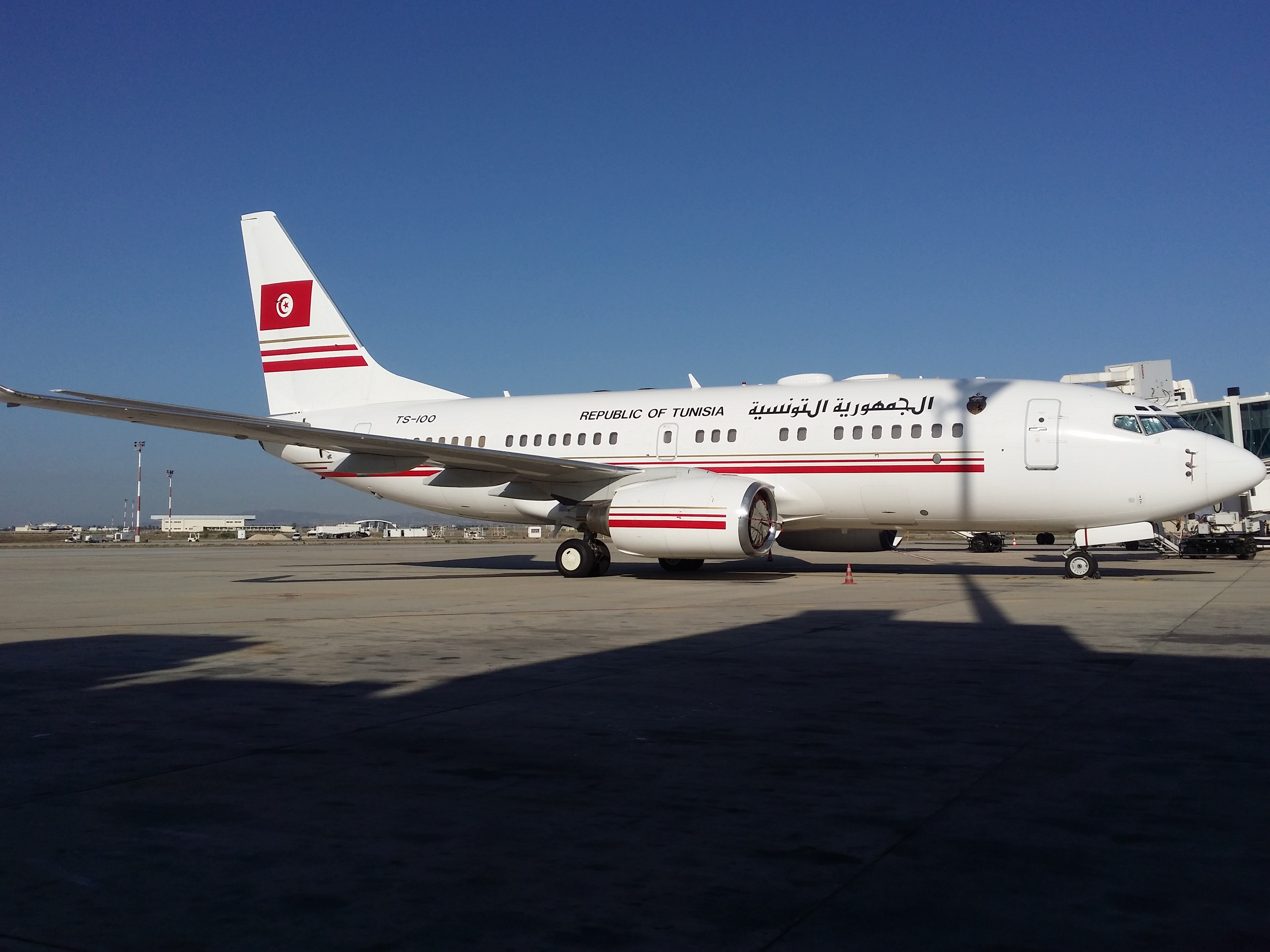
Boeing B737 BBJ registration TS-IOO

### Dans l'aviation militaires

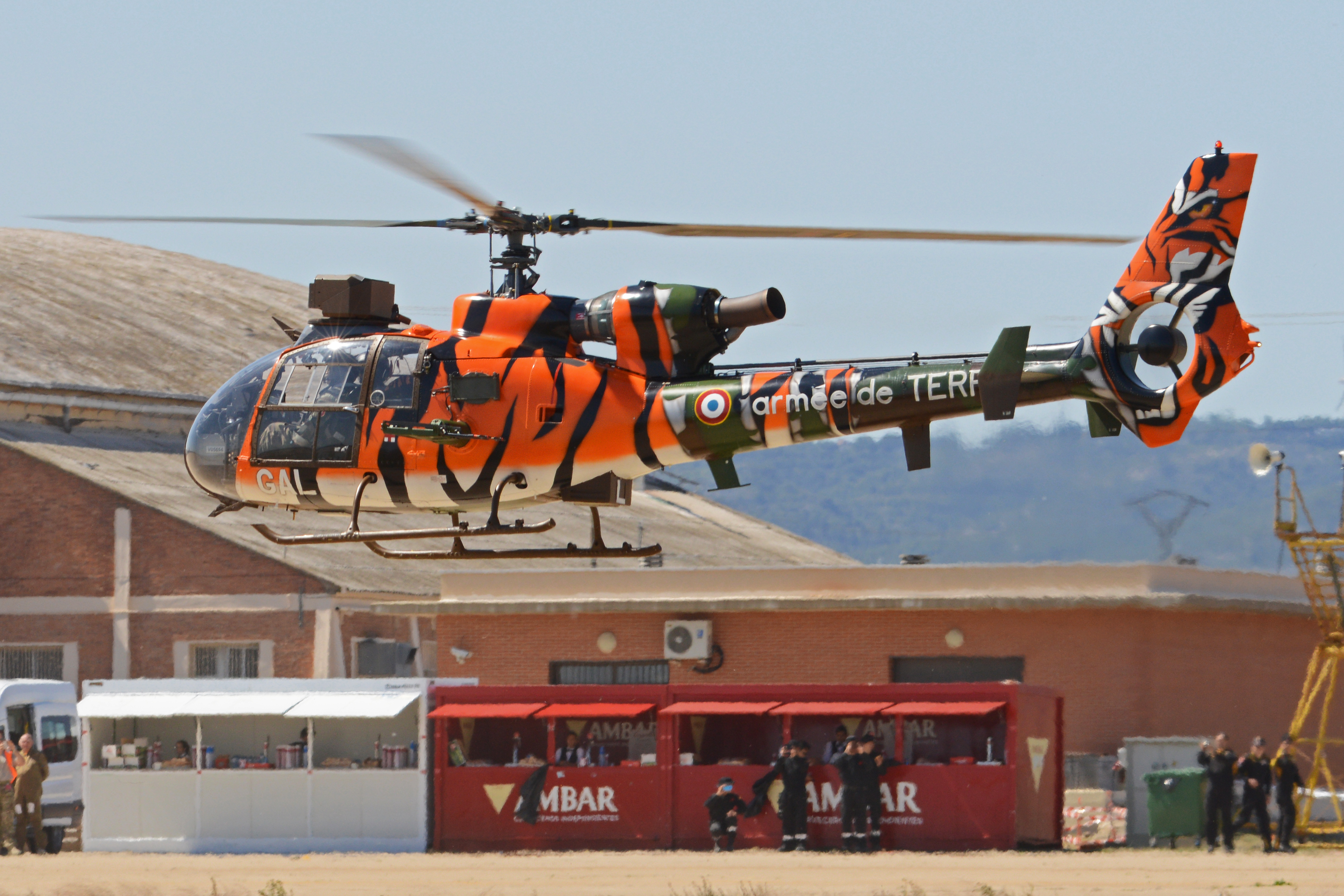
Livrée pour le moins chatoyante que celle de cette Aérospatiale SA.342M Gazelle militaire française.

Au sein des forces aériennes, aéronavales, et terrestres la livrée consiste bien souvent en l'application d'un camouflage en plus des marquages de nationalité. Elle a évolué avec le temps, passant de très visible durant la Première et la Seconde Guerre mondiale à beaucoup moins de nos jours. Ainsi sur certains chasseurs et avions d'attaque contemporains elle se limite à une seule couleur, généralement du gris pâle. On parle alors de livrée à basse visibilité car permettant de réduire la portée visuelle de l'avion, notamment lors des phases de combat aérien.

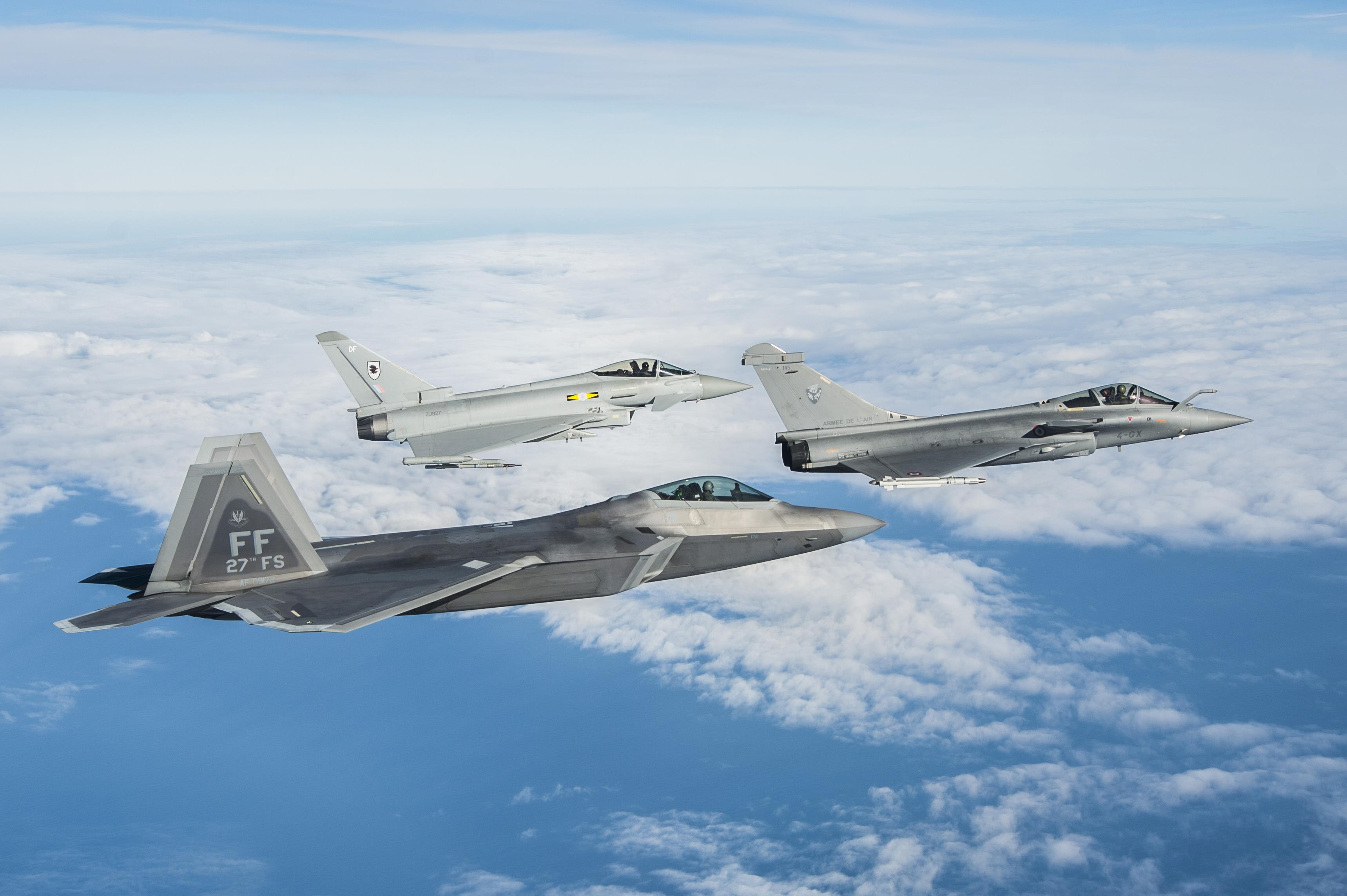
Livrée basse visibilité sur ces trois avions de combat contemporains : F-22 Raptor, Rafale, et Typhoon.

Dans le cadre de la furtivité de certains aéronefs comme le Lockheed Martin F-117 Nighthawk ou encore le Northrop B-2 Spirit la livrée doit s'accorder également avec les caractéristiques même de discrétions intrinsèques.

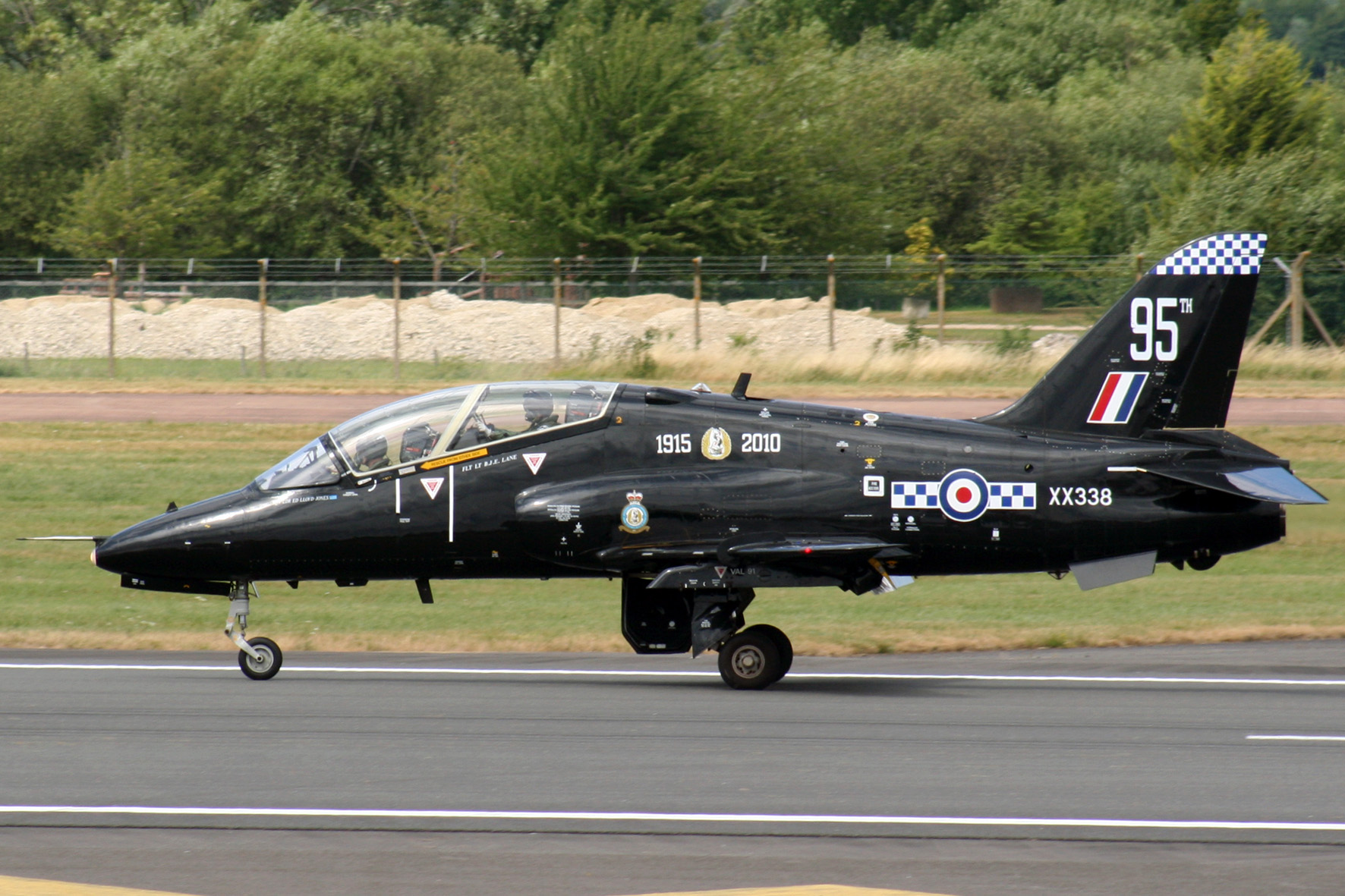
Royal Air Force 2010 75th Anniversary livery

Il est à noter que certains aéronefs militaires portent des livrées très marquées, tels les avions appartenant aux patrouilles de présentation comme le Cartouche Doré français ou bien les Snowbirds canadiens. De même lors de certaines manifestations ou rassemblement certains avions militaires à l'image des NATO Tiger Meet.
Il en va de même des avions de transport prioritaires assurant les missions au profit des plus hautes autorités civiles et militaires, à l'image de l'Airbus A330 présidentiel français ou du Boeing VC-25 assurant la mission Air Force One aux États-Unis.

## Sources & références

### Sources bibliographiques
- Léo Marriott, 80 ans d'aviation civile, Boulogne, E.T.A.I., 1997, 224 p. (ISBN 2-726-88403-2 et 978-2-726-88403-4)
- Michel Marmin (réd. en chef), Jean-Claude Bernar (dir.) et Marion Mabboux (resp. d'éd.), Encyclopédie "Toute l'aviation", Lausanne, Editions Atlas, 1993, 15 vol. (ISBN 978-2-731-21326-3, 978-2-731-21344-7 et 978-2-731-21345-4, OCLC 715773689).
- Jacques Legrand, Chronique de l'aviation, Paris, Éditions Chronique, 1991 (ISBN 2-905-96951-2).
- Bill Gunston et Claude Dovaz (adapt. française), L'Aviation de combat, Paris, Gründ, 1985, 79 p (ISBN 978-2-700-06409-4, OCLC 461977010).

### Sources web
- Article du site francophone Avions Légendaires sur le sujet.